# Gruppindelning av hundraser
Gruppindelning av hundraser är grundad på släktskap och bygger även på den ursprungliga användningen av hunden, där även olika arbetssätt hos jakthundar bildar olika rasgrupper. Internationella kennelfederationen Fédération Cynologique Internationale (FCI) fastställer rasgruppsindelningen  och delar in hundraserna i tio olika grupper samt i sektioner under varje rasgrupp. Gruppindelningen följs även av Svenska Kennelklubben (SKK) och Finska Kennelklubben (Suomen Kennelliitto, FKK/SKL), vilka dock inte tillämpar underindelningen i sektioner. De nationella kennelklubbarna i Storbritannien, USA och Kanada är inte anslutna till FCI och tillämpar andra rasgruppsindelningar. Dessa klubbar har dock ett nära samarbete med FCI och avels- och utställningsutbytet är omfattande. Den konkurrerande amerikanska kennelklubben United Kennel Club (UKC) har inget samarbete med FCI.
1968-1994 tillämpades en särskild rasgruppsindelning av Nordisk Kennel Union (NKU), d.v.s. kennelklubbarna i Danmark, Finland, Island, Norge och Sverige. Dessa grupper var från början: Spetshundar, Drivande hundar, Fågelhundar, Brukshundar, Terrier, Vinthundar, Sällskapshundar och Dvärghundar. Senare delades fågelhundarna upp i Stående fågelhundar och Apporterande hundar och Taxarna urskildes från de drivande hundarna.
1965-1987 använde även FCI en annan gruppindelning än idag: Vallhundar, Vakt-, skydds- och brukshundar, Terrier, Taxar, Jakthundar för högvilt, Jakthundar för småvilt, Stående fågelhundar (utom engelska raser), Stående fågelhundar av engelsk ras, Övriga engelska jakthundar, Sällskapshundar och dvärghundar samt Vinthundar.
Brittiska The Kennel Club (KC) delar in raserna i Hounds (drivande hundar samt sök- och spårhundar, inklusive vinthundar), Working dogs (brukshundar), Terriers, Gundogs (fågelhundar), Pastoral dogs (vallhundar), Utility dogs (sällskapshundar) och Toy dogs (dvärghundar).
American Kennel Club (AKC) delar in raserna i Sporting dogs (fågelhundar), Hounds, Working dogs, Terriers, Toy dogs, Non-sporting dogs (sällskapshundar), Herding dogs (vallhundar) och Miscellaneous breeds (diverse raser i väntan på gruppindelning). AKC har även en kategori associerade raser som inte får registreras, men som får delta i AKC:s olika bruks- och jaktprov; Foundation Stock Service (FSS).
United Kennel Club (UKC) är mer inriktad på bruksegenskaper än på utställningar. Den delar in raserna i Companion dogs (sällskapshundar), Guardian dogs (vakthundar), Gun dogs, Herding dogs, Northern breeds (spetsar), Scenthounds (drivande hundar) Sighthonds and pariah (vinthundar och urhundar) och Terrier. UKC har också en särskild grupp för hundraser som ännu inte är gruppindelade, UKC Bloodline Listing Service (BLS).
Canadian Kennel Club (CKC) har samma grupper som AKC (med undantag för Miscellaneous och FSS) men erkänner delvis andra hundraser och fördelar dem delvis annorlunda mellan grupperna.
Australian National Kennel Council (ANKC) är associerad medlem i FCI men tillämpar en egen rasgruppsindelning. Den delar in raserna i Toys, Terriers, Gundogs. Hounds, Working dogs (vallhundar), Utility dogs (brukshundar) och Non sporting.
- Observera att förteckningen nedan i möjligaste mån återger rasnamnen med den officiella svenska stavningen som tillämpas av SKK, annars enligt ursprungslandets stavning anpassad till det latinska alfabetet och svensk transkribering. De listade raserna är erkända av FCI, NKU, AKC, UKC, KC, CKC eller av nationella kennelklubbar anslutna till FCI eller fristående nationella kennelklubbar, eller har artiklar på svenskspråkiga Wikipedia. Vissa internationella, ursprungliga eller populära namn anges som alternativ.
- För de raser som inte är erkända av FCI anges inom parentes hemlandets kennelklubb om denna erkänt rasen, samt om den är erkänd av NKU eller SKK eller av någon annan nationell kennelklubb ansluten till FCI eller KC, AKC eller av UKC.
- För raser som är erkända av FCI fastställer denna rasens ursprungsland. I de flesta fall är det också detta lands kennelklubb som har avelsansvaret och fastslår den rasstandard som alla FCI-anslutna kennelklubbar följer. Om avelsansvaret tillerkänts ett annat lands kennelklubb än ursprungslandets anges detta inom parentes.

## Grupp 1: Vall-, boskaps- och herdehundar
45 FCI-erkända, 24 övriga
| Bild | Rasnamn | Ursprungsland (avelsansvar) | Erkänd                            | NKU (Norden) 1968-1994 | KC (UK)                 | AKC (USA)           | UKC (USA) | CKC (Kanada)        | ANKC (Australien)  |
| ---- | --- | --------------------------- | --------------------------------- | ---------------------- | ----------------------- | ------------------- | --------- | ------------------- | ------------------ |
|      | Sektion 1: Fårhundar |                             |                                   |                        |                         |                     |           |                     |                    |
|      | Australian kelpie | Australien                  | 1973                              | Brukshundar            |                         | FSS                 | Herding   | Herding             | Working (vallhund) |
|      | Australian shepherd | USA                         | 2007                              | Brukshundar            | Pastoral                | Herding             | Herding   | Herding             | Working (vallhund) |
|      | Bearded collie | Storbritannien              | 1967                              | Sällskapshundar        | Pastoral                | Herding             | Herding   | Herding             | Working (vallhund) |
|      | Beauceron (Berger de Beauce) | Frankrike                   | 1963                              | Brukshundar            | Pastoral                | Herding             | Herding   |                     | Working (vallhund) |
|      | Belgisk vallhund: groenendael, laekenois, malinois och tervueren                                                                  | Belgien                     | 1956                              | Brukshundar            | Pastoral                | Herding             | Herding   | Herding             | Working (vallhund) |
|      | Bergamasco | Italien                     | 1956                              | Sällskapshundar        | Pastoral                | Herding             | Herding   |                     | Working (vallhund) |
|      | Berger des pyrénées (Pyreneisk vallhund), à face rase och à poil long                                                             | Frankrike                   | 1955                              | Sällskapshundar        | Pastoral                | Herding             | Herding   | Herding             | Working (vallhund) |
|      | Berger picard (Picardy) | Frankrike                   | 1955                              |                        | Pastoral                | Herding             | Herding   |                     | Working (vallhund) |
|      | Border collie | Storbritannien              | 1977                              |                        | Pastoral                | Herding             | Herding   | Herding             | Working (vallhund) |
|      | Briard (Berger de Brie) | Frankrike                   | 1954                              | Brukshundar            | Pastoral                | Herding             | Herding   | Herding             | Working (vallhund) |
|      | Ca de bestiar (Perro de pastor mallorquín), korthårig och långhårig                                                               | Spanien                     | 1982                              |                        |                         |                     | Herding   |                     |                    |
|      | Cão da serra de aires | Portugal                    | 1954                              |                        |                         | FSS                 | Herding   | Herding             |                    |
|      | Ceskoslovenský vlciak (Tjeckoslovakisk varghund)                                                                                  | Slovakien                   | 1999                              |                        |                         | Miscellaneous       | Herding   |                     |                    |
|      | Chodský pes (Böhmisk herdehund)                                                                                                   | Tjeckien                    | 2019 (provisoriskt)               |                        |                         | FSS                 |           |                     |                    |
|      | Ciobanesc romanesc carpatin | Rumänien                    | 2015                              |                        |                         | FSS                 | Herding   |                     |                    |
|      | Ciobanesc romanesc mioritic | Rumänien                    | 2015                              |                        |                         | FSS                 |           |                     |                    |
|      | Collie, långhårig och korthårig                                                                                                   | Storbritannien              | 1955 (långhårig) 1974 (korthårig) | Brukshundar            | Pastoral                | Herding             | Herding   | Herding             | Working (vallhund) |
|      | Gos d'atura català (Perro de pastor catalán, Katalansk vallhund)                                                                  | Spanien                     | 1954                              |                        | Pastoral                |                     | Herding   |                     |                    |
|      | Hollandse herdershond (Holländsk herdehund) korthårig, långhårig och strävhårig                                                   | Nederländerna               | 1955                              |                        |                         | Miscellaneous       | Herding   | Herding             | Working (vallhund) |
|      | Hrvatski ovcar | Kroatien                    | 1967                              |                        |                         | FSS                 | Herding   |                     |                    |
|      | Juzjnorusskaja ovtjarka (Sydrysk ovtjarka)                                                                                        | Ryssland                    | 1983                              |                        |                         |                     | Herding   |                     |                    |
|      | Komondor | Ungern                      | 1954                              | Sällskapshundar        | Pastoral                | Working (brukshund) | Guardian  | Working (brukshund) | Working (vallhund) |
|      | Kuvasz | Ungern                      | 1954                              | Sällskapshundar        | Pastoral                | Working (brukshund) | Guardian  | Working (brukshund) | Working (vallhund) |
|      | Lancashire heeler | Storbritannien              | 2016 (provisoriskt)               | Sällskapshundar        | Pastoral                | Herding             | Herding   | Herding             |                    |
|      | Maremmano abruzzese (Maremma) | Italien                     | 1956                              | Sällskapshundar        | Pastoral                |                     | Guardian  |                     | Working (vallhund) |
|      | Miniature american shepherd | USA                         | 2019 (provisoriskt)               |                        |                         | Herding             | Herding   |                     |                    |
|      | Mudi | Ungern                      | 1963                              | Sällskapshundar        |                         | Herding             | Herding   | Herding             |                    |
|      | Nederlandse schapendoes | Nederländerna               | 1991                              |                        |                         | FSS                 | Herding   | Herding             |                    |
|      | Old english sheepdog | Storbritannien              | 1963                              | Sällskapshundar        | Pastoral                | Herding             | Herding   | Herding             | Working (vallhund) |
|      | Polski owczarek nizinny | Polen                       | 1963                              | Sällskapshundar        | Pastoral                | Herding             | Herding   | Herding             | Working (vallhund) |
|      | Polski owczarek podhalanski | Polen                       | 1963                              |                        |                         |                     | Guardian  | Herding             | Working (vallhund) |
|      | Puli | Ungern                      | 1954                              | Sällskapshundar        | Pastoral                | Herding             | Herding   | Herding             | Working (vallhund) |
|      | Pumi | Ungern                      | 1954                              | Sällskapshundar        | Pastoral                | Herding             | Herding   |                     | Working (vallhund) |
|      | Saarloos wolfhond | Nederländerna               | 1981                              |                        |                         |                     | Herding   |                     |                    |
|      | Schipperke | Belgien                     | 1954                              | Dvärghundar            | Utility (sällskapshund) | Non-Sporting        | Companion | Non-Sporting        | Non Sporting       |
|      | Shetland sheepdog | Storbritannien              | 1954                              | Sällskapshundar        | Pastoral                | Herding             | Herding   | Herding             | Working (vallhund) |
|      | Slovenský cuvac | Slovakien                   | 1966                              | Sällskapshundar        |                         | FSS                 | Guardian  |                     |                    |
|      | Tysk schäferhund, normalhårig och långhårig                                                                                       | Tyskland                    | 1955                              | Brukshundar            | Pastoral                | Herding             | Herding   | Herding             | Working (vallhund) |
|      | Vit herdehund (Berger blanc suisse)                                                                                               | Schweiz                     | 2011                              |                        |                         |                     | Herding   |                     | Working (vallhund) |
|      | Sektion 2: Boskapshundar (utom schweiziska boskapshundar)                                                                         |                             |                                   |                        |                         |                     |           |                     |                    |
|      | Australian cattledog | Australien                  | 1972                              | Brukshundar            | Pastoral                | Herding             | Herding   | Herding             | Working (vallhund) |
|      | Australian stumpy tail cattle dog                                                                                                 | Australien                  | 2005 (provisoriskt)               |                        |                         | FSS                 | Herding   | Herding             | Working (vallhund) |
|      | Bouvier des ardennes | Belgien                     | 1955                              |                        |                         | FSS                 | Herding   |                     |                    |
|      | Bouvier des flandres | Belgien Frankrike           | 1955                              | Brukshundar            | Working (brukshund)     | Herding             | Herding   | Herding             | Working (vallhund) |
|      | Welsh corgi cardigan | Storbritannien              | 1963                              | Spetsar                | Pastoral                | Herding             | Herding   | Herding             | Working (vallhund) |
|      | Welsh corgi pembroke | Storbritannien              | 1963                              | Spetsar                | Pastoral                | Herding             | Herding   | Herding             | -                  |
|      | Ej erkända av FCI |                             |                                   |                        |                         |                     |           |                     |                    |
|      | American Wolfdog (Perro lobo americano, Federación Cinológica Argentina, FCA)                                                     | USA ( Argentina)            |                                   |                        |                         |                     |           |                     |                    |
|      | Barbado da Terceira (Clube Português de Canicultura, CPC)                                                                         | Portugal                    |                                   |                        |                         | FSS                 |           |                     |                    |
|      | Berger de Crau (-) | Frankrike                   |                                   |                        |                         |                     |           |                     |                    |
|      | Blue Lacy (-) | USA                         |                                   |                        |                         |                     |           |                     |                    |
|      | Calupoh (Federacíon Canófila Mexicana, FCM)                                                                                       | Mexiko                      |                                   |                        |                         |                     |           |                     |                    |
|      | Can de chira (Real Sociedad Canina en España, RSCE)                                                                               | Spanien                     |                                   |                        |                         |                     |           |                     |                    |
|      | Can de palleiro (-) | Spanien                     |                                   |                        |                         |                     |           |                     |                    |
|      | Carea castellano-manchego (RSCE)                                                                                                  | Spanien                     |                                   |                        |                         |                     |           |                     |                    |
|      | Catahoula Leopard Dog (AKC) | USA                         |                                   |                        |                         | FSS                 | Herding   |                     |                    |
|      | English Shepherd (United Kennel Club, UKC)                                                                                        | USA                         |                                   |                        |                         |                     | Herding   |                     |                    |
|      | Ermenti (Egyptian Kennel Fédération, EKF)                                                                                         | Egypten                     |                                   |                        |                         |                     |           |                     |                    |
|      | Huntaway (New Zealand Kennel Club, NZKC)                                                                                          | Nya Zeeland                 |                                   |                        |                         |                     |           |                     |                    |
|      | Kunming langgou (Kunmingvarghund) (-)                                                                                             | Kina                        |                                   |                        |                         |                     |           |                     |                    |
|      | Lobito herreño (RSCE) | Spanien                     |                                   |                        |                         |                     |           |                     |                    |
|      | Lupo italiano (-) | Italien                     |                                   |                        |                         |                     |           |                     |                    |
|      | Majorero (RSCE) | Spanien                     |                                   |                        |                         |                     |           |                     |                    |
|      | Mali medimurski pas (Medi) (Hrvatski kinološki savez, HKS)                                                                        | Kroatien                    |                                   |                        |                         |                     |           |                     |                    |
|      | Ovejero magallánico (Kennel Club Chile, KCC)                                                                                      | Chile                       |                                   |                        |                         |                     |           |                     |                    |
|      | Ovelheiro gaúcho (Confederação Brasileira de Cinofilia, CBC)                                                                      | Brasilien                   |                                   |                        |                         |                     |           |                     |                    |
|      | Pastor da Mantiqueira (CBC) | Brasilien                   |                                   |                        |                         |                     |           |                     |                    |
|      | Perro de pastor garafiano (RSCE)                                                                                                  | Spanien                     |                                   |                        |                         |                     |           |                     |                    |
|      | Perro de pastor vasco (Euskal Artzain Txakurra, RSCE)                                                                             | Spanien                     |                                   |                        |                         |                     |           |                     |                    |
|      | Perro leonés de pastor (Carea leonés, RSCE)                                                                                       | Spanien                     |                                   |                        |                         |                     |           |                     |                    |
|      | Schafpudel (-) | Tyskland                    |                                   |                        |                         |                     |           |                     |                    |
|      | Spino degli Iblei (Ente Nazionale della Cinofilia Italiana, ENCI)                                                                 | Italien                     |                                   |                        |                         |                     |           |                     |                    |
|      | Strobel (-) | Tyskland                    |                                   |                        |                         |                     |           |                     |                    |
|      | Vostotjnoevropejskaja ovtjarka (Östeuropeisk ovtjarka, Rossijskaja Kinologitjeskaja Federatsija, RKF / Nordisk Kennel Union, NKU) | Ryssland                    |                                   |                        |                         |                     |           |                     |                    |
|      | Working kelpie (AKC / NKU) | Australien ( USA)           |                                   |                        |                         | FSS                 |           |                     |                    |

## Grupp 2: Schnauzer och pinscher, molosser och bergshundar samt sennenhundar
55 FCI-erkända, 36 övriga
| Bild | Rasnamn | Ursprungsland (avelsansvar)      | Erkänd              | NKU (Norden) 1968-1994 | KC (UK)                 | AKC (USA)           | UKC (USA) | CKC (Kanada)        | ANKC (Australien)   |
| ---- | --- | -------------------------------- | ------------------- | ---------------------- | ----------------------- | ------------------- | --------- | ------------------- | ------------------- |
|      | Sektion 1: Pinscher och schnauzer                                                                          |                                  |                     |                        |                         |                     |           |                     |                     |
|      | Pinscher                                                                                                   |                                  |                     |                        |                         |                     |           |                     |                     |
|      | Affenpinscher                                                                                              | Tyskland                         | 1955                | Dvärghundar            | Toy                     | Toy                 | Companion | Toy                 | Toy                 |
|      | Dansk-svensk gårdshund                                                                                     | Danmark Sverige                  | 2019                | Sällskapshundar        |                         | Miscellaneous       | Terrier   |                     |                     |
|      | Dobermann                                                                                                  | Tyskland                         | 1955                | Brukshundar            | Working (brukshund)     | Working (brukshund) | Guardian  | Working (brukshund) | Utility (brukshund) |
|      | Dvärgpinscher                                                                                              | Tyskland                         | 1955                | Dvärghundar            | Toy                     | Toy                 | Companion | Toy                 | Toy                 |
|      | Pinscher (Mellanpinscher, Deutscher Pinscher)                                                              | Tyskland                         | 1955                | Sällskapshundar        | Working (brukshund)     | Working (brukshund) | Terrier   | Non-Sporting        | Utility (brukshund) |
|      | Österreichischer pinscher (Österreichischer Kurzhaariger Pinscher)                                         | Österrike                        | 1954                |                        |                         |                     | Terrier   |                     |                     |
|      | Schnauzer                                                                                                  |                                  |                     |                        |                         |                     |           |                     |                     |
|      | Dvärgschnauzer                                                                                             | Tyskland                         | 1955                | Dvärghundar            | Utility (sällskapshund) | Terriers            | Terrier   | Terriers            | Utility (brukshund) |
|      | Riesenschnauzer                                                                                            | Tyskland                         | 1955                | Brukshundar            | Working (brukshund)     | Working (brukshund) | Guardian  | Working (brukshund) | Utility (brukshund) |
|      | Schnauzer (Mellanschnauzer)                                                                                | Tyskland                         | 1955                | Sällskapshundar        | Utility (sällskapshund) | Working (brukshund) | Guardian  | Working (brukshund) | Utility (brukshund) |
|      | Smoushond                                                                                                  |                                  |                     |                        |                         |                     |           |                     |                     |
|      | Hollandse smoushond                                                                                        | Nederländerna                    | 1981                |                        |                         |                     | Terrier   |                     |                     |
|      | Svart terrier                                                                                              |                                  |                     |                        |                         |                     |           |                     |                     |
|      | Rysk svart terrier (Tjornyj terrier)                                                                       | Ryssland                         | 1983                | Brukshundar            | Working (brukshund)     | Working (brukshund) | Guardian  | Working (brukshund) | Utility (brukshund) |
|      | Sektion 2: Molosserhundar                                                                                  |                                  |                     |                        |                         |                     |           |                     |                     |
|      | Raser av mastifftyp                                                                                        |                                  |                     |                        |                         |                     |           |                     |                     |
|      | Boxer | Tyskland                         | 1955                | Brukshundar            | Working (brukshund)     | Working (brukshund) | Guardian  | Working (brukshund) | Utility (brukshund) |
|      | Broholmer                                                                                                  | Danmark                          | 1982                |                        |                         | FSS                 | Guardian  |                     |                     |
|      | Bullmastiff                                                                                                | Storbritannien                   | 1955                | Sällskapshundar        | Working (brukshund)     | Working (brukshund) | Guardian  | Working (brukshund) | Utility (brukshund) |
|      | Cane corso                                                                                                 | Italien                          | 2007                |                        |                         | Working (brukshund) | Guardian  | Working (brukshund) | Utility (brukshund) |
|      | Cão fila de são miguel                                                                                     | Portugal                         | 2007                |                        |                         |                     |           |                     |                     |
|      | Cimarrón uruguayo                                                                                          | Uruguay                          | 2017                |                        |                         |                     | Guardian  |                     |                     |
|      | Continental bulldog                                                                                        | Schweiz                          | 2022 (provisoriskt) |                        |                         |                     |           |                     |                     |
|      | Dogo argentino                                                                                             | Argentina                        | 1973                |                        |                         | Working (brukshund) | Guardian  |                     |                     |
|      | Dogue de bordeaux (Bordeauxdogg)                                                                           | Frankrike                        | 1954                | Sällskapshundar        | Working (brukshund)     | Working (brukshund) | Guardian  | Working (brukshund) | Utility (brukshund) |
|      | Engelsk bulldogg                                                                                           | Storbritannien                   | 1955                | Sällskapshundar        | Utility (sällskapshund) | Non-Sporting        | Companion | Non-Sporting        | Non Sporting        |
|      | Fila brasileiro                                                                                            | Brasilien                        | 1960                |                        |                         |                     |           |                     |                     |
|      | Grand danois (Deutsche Dogge)                                                                              | Tyskland                         | 1961                | Sällskapshundar        | Working (brukshund)     | Working (brukshund) | Guardian  | Working (brukshund) | Non Sporting        |
|      | Mastiff | Storbritannien                   | 1964                | Sällskapshundar        | Working (brukshund)     | Working (brukshund) | Guardian  | Working (brukshund) | Utility (brukshund) |
|      | Mastino napoletano (Neapolitansk mastiff)                                                                  | Italien                          | 1956                | Sällskapshundar        | Working (brukshund)     | Working (brukshund) | Guardian  | Working (brukshund) | Utility (brukshund) |
|      | Perro dogo mallorquín (Ca de bou, Mallorcamastiff)                                                         | Spanien                          | 1963                |                        |                         |                     | Guardian  |                     |                     |
|      | Presa canario (Dogo canario)                                                                               | Spanien                          | 2011                |                        |                         | FSS                 | Guardian  |                     |                     |
|      | Rottweiler                                                                                                 | Tyskland                         | 1955                | Brukshundar            | Working (brukshund)     | Working (brukshund) | Guardian  | Working (brukshund) | Utility (brukshund) |
|      | Shar pei                                                                                                   | Kina ( FCI)                      | 1981                |                        | Utility (sällskapshund) | Non-Sporting        | Northern  | Non-Sporting        | Non Sporting        |
|      | Tosa (Tosa inu)                                                                                            | Japan                            | 1964                | Sällskapshundar        |                         | FSS                 | Guardian  |                     |                     |
|      | Bergshundar                                                                                                |                                  |                     |                        |                         |                     |           |                     |                     |
|      | Aidi (Chien de Montagne de l'Atlas)                                                                        | Marocko                          | 1963                |                        |                         |                     | Guardian  |                     |                     |
|      | Cão da serra da estrela, långhårig och korthårig                                                           | Portugal                         | 1955                | Sällskapshundar        | Pastoral                | FSS                 | Guardian  |                     | Utility (brukshund) |
|      | Cão de castro laboreiro                                                                                    | Portugal                         | 1955                |                        |                         |                     | Guardian  |                     |                     |
|      | Cão de gado transmontano                                                                                   | Portugal                         | 2020 (provisoriskt) |                        |                         |                     |           |                     |                     |
|      | Ciobanesc romanesc corb                                                                                    | Rumänien                         | 2024 (provisoriskt) |                        |                         |                     |           |                     |                     |
|      | Ciobanesc romanesc de bucovina                                                                             | Rumänien Serbien                 | 2019                |                        |                         |                     | Guardian  |                     |                     |
|      | Hovawart                                                                                                   | Tyskland                         | 1955                | Brukshundar            | Working (brukshund)     | FSS                 | Guardian  | Working (brukshund) |                     |
|      | Kangal çoban köpeği (Anatolisk herdehund / Karabash)                                                       | Turkiet                          | 1989                | Sällskapshundar        | Pastoral                | Working (brukshund) | Guardian  | Working (brukshund) | Utility (brukshund) |
|      | Kavkazskaja ovtjarka (Kaukasisk ovtjarka)                                                                  | Ryssland                         | 1984                |                        |                         | FSS                 | Guardian  |                     | Utility (brukshund) |
|      | Kraski ovcar (Karstherdehund)                                                                              | Slovenien                        | 1969                |                        |                         |                     | Guardian  |                     |                     |
|      | Landseer                                                                                                   | Tyskland Schweiz                 | 1960                | Sällskapshundar        |                         |                     |           |                     | Utility (brukshund) |
|      | Leonberger                                                                                                 | Tyskland                         | 1955                | Sällskapshundar        | Working (brukshund)     | Working (brukshund) | Guardian  | Working (brukshund) | Utility (brukshund) |
|      | Mastin español (Spansk mastiff)                                                                            | Spanien                          | 1954                |                        |                         | FSS                 | Guardian  |                     | Utility (brukshund) |
|      | Newfoundlandshund                                                                                          | Kanada                           | 1954                | Sällskapshundar        | Working (brukshund)     | Working (brukshund) | Guardian  | Working (brukshund) | Utility (brukshund) |
|      | Pyrenéerhund                                                                                               | Frankrike                        | 1955                | Sällskapshundar        | Pastoral                | Working (brukshund) | Guardian  | Working (brukshund) |                     |
|      | Pyreneisk mastiff (Mastín del Pirineo)                                                                     | Spanien                          | 1954                | Sällskapshundar        | Working (brukshund)     | Miscellaneous       | Guardian  |                     | Utility (brukshund) |
|      | Rafeiro do alentejo (Alentejomastiff)                                                                      | Portugal                         | 1954                |                        |                         | FSS                 | Guardian  |                     |                     |
|      | Sankt bernhardshund, kort- och långhårig                                                                   | Schweiz                          | 1954                | Sällskapshundar        | Working (brukshund)     | Working (brukshund) | Guardian  | Working (brukshund) | Utility (brukshund) |
|      | Sarplaninac (Jugoslovenski Ovcarski Pas)                                                                   | Nordmakedonien Serbien           | 1957                |                        |                         |                     | Guardian  |                     |                     |
|      | Sredneasiatskaja ovtjarka (Centralasiatisk ovtjarka)                                                       | Ryssland                         | 1989                |                        |                         | FSS                 | Guardian  |                     | Utility (brukshund) |
|      | Tibetansk mastiff (Do-Khyi)                                                                                | Tibet ( FCI)                     | 1961                | Sällskapshundar        | Working (brukshund)     | Working (brukshund) | Guardian  | Working (brukshund) | Utility (brukshund) |
|      | Tornjak | Kroatien Bosnien och Hercegovina | 2017                |                        |                         | FSS                 | Guardian  |                     | Utility (brukshund) |
|      | Sektion 3: Schweiziska bergs- och boskapshundar                                                            |                                  |                     |                        |                         |                     |           |                     |                     |
|      | Appenzeller sennenhund                                                                                     | Schweiz                          | 1954                |                        |                         | FSS                 | Guardian  |                     |                     |
|      | Berner sennenhund                                                                                          | Schweiz                          | 1954                | Sällskapshundar        | Working (brukshund)     | Working (brukshund) | Guardian  | Working (brukshund) | Utility (brukshund) |
|      | Entlebucher sennenhund                                                                                     | Schweiz                          | 1954                | Sällskapshundar        | Working (brukshund)     | Herding             | Guardian  | Working (brukshund) |                     |
|      | Grosser schweizer sennenhund                                                                               | Schweiz                          | 1954                | Sällskapshundar        | Working (brukshund)     | Working (brukshund) | Guardian  | Working (brukshund) |                     |
|      | Ej erkända av FCI                                                                                          |                                  |                     |                        |                         |                     |           |                     |                     |
|      | Akbash (Köpek Irklarý ve Köpek Bilimleri Federasyonu, KIF)                                                 | Turkiet                          |                     |                        |                         |                     | Guardian  |                     |                     |
|      | Alano español (Real Sociedad Canina en España, RSCE)                                                       | Spanien                          |                     |                        |                         |                     |           |                     |                     |
|      | American Bulldog (American Kennel Club, AKC                                                                | USA                              |                     |                        |                         | FSS                 | Guardian  |                     |                     |
|      | Anatolian Shepherd Dog (The Kennel Club, KC / AKC)                                                         | Storbritannien USA               |                     |                        | Pastoral                | Working (brukshund) | Guardian  |                     | Utility (brukshund) |
|      | Australasian Bosdog (Australian National Kennel Council, ANKC)                                             | Australien                       |                     |                        |                         |                     |           |                     | Non Sporting        |
|      | Balgarsko ovtjarsko kutje (Karakatjan, Balgarskata Republikanska Federatsin po Kinologija, BRFK)           | Bulgarien                        |                     |                        |                         |                     |           |                     |                     |
|      | Boerboel (Kennel Union of Southern Africa, KUSA / AKC)                                                     | Sydafrika                        |                     |                        |                         | Working (brukshund) | Guardian  |                     |                     |
|      | Bohli kutta (Kennel Club of India, KCI)                                                                    | Indien                           |                     |                        |                         |                     |           |                     |                     |
|      | Buldogue campeiro (Confederação Brasileira de Cinofilia, CBC)                                              | Brasilien                        |                     |                        |                         |                     |           |                     |                     |
|      | Buldogue serrano (CBC)                                                                                     | Brasilien                        |                     |                        |                         |                     |           |                     |                     |
|      | Český horský pes (Tjeckisk bergshund, Českomoravská Kynologická Unie, CMKU)                                | Tjeckien                         |                     |                        |                         |                     |           |                     |                     |
|      | Chóngqìng quǎn (China Kennel Union, CKU / Raad van Beheer op Kynologisch Gebied in Nederland, RKN) / CMKU) | Kina                             |                     |                        |                         |                     |           |                     |                     |
|      | Chuandong lièquǎn (CKU / RKN                                                                               | Kina                             |                     |                        |                         |                     |           |                     |                     |
|      | Deltari ilir (Federata Kinologjuke e Kosovës, FKK / CMKU)                                                  | Kosovo                           |                     |                        |                         |                     |           |                     |                     |
|      | Dogo español (RSCE)                                                                                        | Spanien                          |                     |                        |                         |                     |           |                     |                     |
|      | Dogo guatemalteco (Asociación Canófila Guatemalteca, ACG)                                                  | Guatemala                        |                     |                        |                         |                     |           |                     |                     |
|      | Dogue brasileiro (CBC)                                                                                     | Brasilien                        |                     |                        |                         |                     |           |                     |                     |
|      | Gampr (Armenian Dog-Lovers' Association, ADLA / United Kennel Club, UKC)                                   | Armenien                         |                     |                        |                         |                     | BLS       |                     |                     |
|      | Hellinikos poimenikos (Grekisk herdehund, Kynologikos Omilos Ellados, KOE)                                 | Grekland                         |                     |                        |                         |                     |           |                     |                     |
|      | Kartuli nagazi (Fédération Cynologique de Géorgie, FCG)                                                    | Georgien                         |                     |                        |                         |                     |           |                     |                     |
|      | Khotosho (Burjat-mongolskij volkodav, Rossijskaja Kinologitjeskaja Federatsija, RKF)                       | Ryssland                         |                     |                        |                         |                     |           |                     |                     |
|      | Laizhou hong (CKU)                                                                                         | Kina                             |                     |                        |                         |                     |           |                     |                     |
|      | Leiko helliniko tsopanoskilo (Vit grekisk herdehund, KOE)                                                  | Grekland                         |                     |                        |                         |                     |           |                     |                     |
|      | Mastino siciliano (Cane di manarra, Ente Nazionale della Cinofilia Italiana, ENCI)                         | Italien                          |                     |                        |                         |                     |           |                     |                     |
|      | Mâtin Belge (Société Royale Saint-Hubert, SRSH)                                                            | Belgien                          |                     |                        |                         |                     |           |                     |                     |
|      | Molossos tis Ipeiro (Epirusmoloss, KOE)                                                                    | Grekland                         |                     |                        |                         |                     |           |                     |                     |
|      | Moskovskaja storozjevaja (Moskvavakthund, RKF)                                                             | Ryssland                         |                     |                        |                         |                     |           |                     |                     |
|      | Mucuchíes (Federación Canina de Venezuela, FCV)                                                            | Venezuela                        |                     |                        |                         |                     |           |                     |                     |
|      | Olde English Bulldogge (UKC)                                                                               | USA                              |                     |                        |                         |                     | Guardian  |                     |                     |
|      | Perro pampa argentino (Federación Cinológica Argentina, FCA)                                               | Argentina                        |                     |                        |                         |                     |           |                     |                     |
|      | Presa navarro (RSCE)                                                                                       | Spanien                          |                     |                        |                         |                     |           |                     |                     |
|      | Ramanadhapuram mandai (KCI)                                                                                | Indien                           |                     |                        |                         |                     |           |                     |                     |
|      | South African Mastiff (KUSA)                                                                               | Sydafrika                        |                     |                        |                         |                     |           |                     |                     |
|      | Srpski pastirski pas (Serbisk herdehund, Kinološki Savez Republike Srbije, KSRS)                           | Serbien                          |                     |                        |                         |                     |           |                     |                     |
|      | Utdöda |                                  |                     |                        |                         |                     |           |                     |                     |
|      | Bullenbeisser                                                                                              | Tyskland                         |                     |                        |                         |                     |           |                     |                     |
|      | Dalbohund                                                                                                  | Sverige                          |                     |                        |                         |                     |           |                     |                     |

## Grupp 3:Terrier
35 FCI-erkända, 17 övriga
| Bild | Rasnamn                                                                              | Ursprungsland (avelsansvar) | Erkänd              | NKU (Norden) 1968-1994 | KC (UK)  | AKC (USA)     | UKC (USA) | CKC (Kanada) | ANKC (Australien) |
| ---- | ------------------------------------------------------------------------------------ | --------------------------- | ------------------- | ---------------------- | -------- | ------------- | --------- | ------------ | ----------------- |
|      | Sektion 1: Storvuxna och medelstora terrier                                          |                             |                     |                        |          |               |           |              |                   |
|      | Airedaleterrier                                                                      | Storbritannien              | 1963                | Terrier                | Terriers | Terriers      | Terrier   | Terriers     | Terriers          |
|      | Bedlingtonterrier                                                                    | Storbritannien              | 1963                | Terrier                | Terriers | Terriers      | Terrier   | Terriers     | Terriers          |
|      | Borderterrier                                                                        | Storbritannien              | 1963                | Terrier                | Terriers | Terriers      | Terrier   | Terriers     | Terriers          |
|      | Gos rater valencià (Ratonero valenciano)                                             | Spanien                     | 2022 (provisoriskt) |                        |          |               |           |              |                   |
|      | Irish glen of imaal terrier                                                          | Irland                      | 1975                | Terrier                | Terriers | Terriers      | Terrier   | Terriers     | Terriers          |
|      | Irish softcoated wheaten terrier                                                     | Irland                      | 1957                | Terrier                | Terriers | Terriers      | Terrier   | Terriers     | Terriers          |
|      | Irländsk terrier                                                                     | Irland                      | 1955                | Terrier                | Terriers | Terriers      | Terrier   | Terriers     | Terriers          |
|      | Kerry blue terrier                                                                   | Irland                      | 1963                | Terrier                | Terriers | Terriers      | Terrier   | Terriers     | Terriers          |
|      | Lakelandterrier                                                                      | Storbritannien              | 1954                | Terrier                | Terriers | Terriers      | Terrier   | Terriers     | Terriers          |
|      | Manchesterterrier                                                                    | Storbritannien              | 1954                | Terrier                | Terriers | Toy           | Terrier   | Terriers     | Terriers          |
|      | Parson russell terrier                                                               | Storbritannien              | 2001                | Terrier                | Terriers | Terriers      | Terrier   | Terriers     | Terriers          |
|      | Ratonero bodeguero andaluz                                                           | Spanien                     | 2024 (provisoriskt) |                        |          |               |           |              |                   |
|      | Släthårig foxterrier                                                                 | Storbritannien              | 1963                | Terrier                | Terriers | Terriers      | Terrier   | Terriers     | Terriers          |
|      | Strävhårig foxterrier                                                                | Storbritannien              | 1955                | Terrier                | Terriers | Terriers      | Terrier   | Terriers     | Terriers          |
|      | Terrier brasileiro                                                                   | Brasilien                   | 2007                |                        |          | FSS           |           |              |                   |
|      | Tysk jaktterrier (Deutscher Jagdterrier)                                             | Tyskland                    | 1954                | Terrier                |          | FSS           | Terrier   |              | Terriers          |
|      | Welshterrier                                                                         | Storbritannien              | 1954                | Terrier                | Terriers | Terriers      | Terrier   | Terriers     | Terriers          |
|      | Sektion 2: Småvuxna terrier                                                          |                             |                     |                        |          |               |           |              |                   |
|      | Australisk terrier                                                                   | Australien                  | 1963                | Terrier                | Terriers | Terriers      | Terriers  | Terriers     | Terriers          |
|      | Cairnterrier                                                                         | Storbritannien              | 1963                | Terrier                | Terriers | Terriers      | Terrier   | Terriers     | Terriers          |
|      | Ceskyterrier                                                                         | Tjeckien                    | 1963                | Terrier                | Terriers | Terriers      | Terrier   | Terriers     | Terriers          |
|      | Dandie dinmont terrier                                                               | Storbritannien              | 1955                | Terrier                | Terriers | Terriers      | Terrier   | Terriers     | Terriers          |
|      | Jack russell terrier                                                                 | Australien                  | 2003                |                        | Terriers | Terriers      | Terrier   |              | Terriers          |
|      | Nihon teria (Japansk terrier)                                                        | Japan                       | 1964                |                        |          | FSS           | Terrier   |              |                   |
|      | Norfolkterrier                                                                       | Storbritannien              | 1966                | Terrier                | Terriers | Terriers      | Terrier   | Terriers     | Terriers          |
|      | Norwichterrier                                                                       | Storbritannien              | 1954                | Terrier                | Terriers | Terriers      | Terrier   | Terriers     | Terriers          |
|      | Sealyhamterrier                                                                      | Storbritannien              | 1954                | Terrier                | Terriers | Terriers      | Terrier   | Terriers     | Terriers          |
|      | Skotsk terrier                                                                       | Storbritannien              | 1954                | Terrier                | Terriers | Terriers      | Terrier   | Terriers     | Terriers          |
|      | Skyeterrier                                                                          | Storbritannien              | 1954                | Terrier                | Terriers | Terriers      | Terrier   | Terriers     | Terriers          |
|      | West highland white terrier                                                          | Storbritannien              | 1954                | Terrier                | Terriers | Terriers      | Terrier   | Terriers     | Terriers          |
|      | Sektion 3: Terrier av bulldoggstyp                                                   |                             |                     |                        |          |               |           |              |                   |
|      | American staffordshire terrier                                                       | USA                         | 1936                | Terrier                |          | Terriers      |           | Terriers     | Terriers          |
|      | Bullterrier                                                                          | Storbritannien              | 1993                | Terrier                | Terriers | Terriers      | Terrier   | Terriers     | Terriers          |
|      | Miniatyrbullterrier                                                                  | Storbritannien              | 2011                | Terrier                | Terriers | Terriers      | Terrier   | Terriers     | Terriers          |
|      | Staffordshire bullterrier                                                            | Storbritannien              | 1954                | Terrier                | Terriers | Terriers      | Terrier   | Terriers     | Terriers          |
|      | Sektion 4: Terrier av dvärghundstyp                                                  |                             |                     |                        |          |               |           |              |                   |
|      | English toy terrier                                                                  | Storbritannien              | 1963                | Dvärghundar            | Toy      |               |           | Toy          | Toy               |
|      | Silky terrier                                                                        | Australien                  | 1962                | Terrier                | Toy      | Toy           | Terrier   | Toy          | Toy               |
|      | Yorkshireterrier                                                                     | Storbritannien              | 1954                | Dvärghundar            | Toy      | Toy           | Companion | Toy          | Toy               |
|      | Ej erkända av FCI                                                                    |                             |                     |                        |          |               |           |              |                   |
|      | American Bully (United Kennel Club, UKC / Confederação Brasileira de Cinofilia, CBC) | USA                         |                     |                        |          |               | Companion |              |                   |
|      | American Exhibition Bully (UKC)                                                      | USA                         |                     |                        |          |               | BLS       |              |                   |
|      | American hairless terrier (American Kennel Club, AKC / Nordisk Kennel Union, NKU)    | USA                         |                     |                        |          | Terriers      | Terrier   |              | Terriers          |
|      | American toy fox terrier (AKC / NKU)                                                 | USA                         |                     |                        |          | Toy           | Terrier   | Toy          |                   |
|      | Amerikansk pitbullterrier (UKC / CBC)                                                | USA                         |                     |                        |          |               | Terrier   |              |                   |
|      | Biewer terrier (Verband für das Deutsche Hundewesen (VDH) / NKU)                     | Tyskland                    |                     |                        |          | Toy           | Companion |              |                   |
|      | Lucas Terrier (-)                                                                    | Storbritannien              |                     |                        |          |               |           |              |                   |
|      | Mountain Feist (UKC)                                                                 | USA                         |                     |                        |          |               | Terrier   |              |                   |
|      | Patterdale Terrier (UKC) / Českomoravská Kynologická Unie, CMKU)                     | USA                         |                     |                        |          |               | Terrier   |              |                   |
|      | Rat terrier (AKC / NKU)                                                              | USA                         |                     |                        |          | Terriers      | Terrier   |              |                   |
|      | Ratonero palmero (RSCE)                                                              | Spanien                     |                     |                        |          |               |           |              |                   |
|      | Sporting Lucas Terrier (UKC)                                                         | USA                         |                     |                        |          |               | Terrier   |              |                   |
|      | Teddy Roosevelt Terrier (AKC)                                                        | USA                         |                     |                        |          | Miscellaneous | Terrier   |              |                   |
|      | Tenterfield terrier (Australian National Kennel Council, ANKC / NKU)                 | Australien                  |                     |                        |          |               |           |              | Terriers          |
|      | Terrier chileno (Kennel Club Chile, KCC)                                             | Chile                       |                     |                        |          |               |           |              |                   |
|      | Treeing Feist (UKC)                                                                  | USA                         |                     |                        |          |               | Terrier   |              |                   |
|      | Westfalenterrier (VDH)                                                               | Tyskland                    |                     |                        |          |               |           |              |                   |

## Grupp 4:Taxar
9 FCI-erkända
| Bild | Rasnamn             | Ursprungsland (avelsansvar) | Erkänd | NKU (Norden) 1968-1994 | KC (UK) | AKC (USA) | UKC (USA)  | CKC (Kanada) | ANKC (Australien) |
| ---- | ------------------- | --------------------------- | ------ | ---------------------- | ------- | --------- | ---------- | ------------ | ----------------- |
|      | Korthårig tax       | Tyskland                    | 1955   | Taxar                  | Hounds  | Hounds    | Scenthound | Hounds       | Hounds            |
|      | Långhårig tax       | Tyskland                    | 1955   | Taxar                  | Hounds  | Hounds    | Scenthound | Hounds       | Hounds            |
|      | Strävhårig tax      | Tyskland                    | 1955   | Taxar                  | Hounds  | Hounds    | Scenthound | Hounds       | Hounds            |
|      | Korthårig dvärgtax  | Tyskland                    | 1955   | Taxar                  | Hounds  | Hounds    | Scenthound | Hounds       | Hounds            |
|      | Långhårig dvärgtax  | Tyskland                    | 1955   | Taxar                  | Hounds  | Hounds    | Scenthound | Hounds       | Hounds            |
|      | Strävhårig dvärgtax | Tyskland                    | 1955   | Taxar                  | Hounds  | Hounds    | Scenthound | Hounds       | Hounds            |
|      | Korthårig kanintax  | Tyskland                    | 1955   | Taxar                  |         |           |            |              | Hounds            |
|      | Långhårig kanintax  | Tyskland                    | 1955   | Taxar                  |         |           |            |              | Toy               |
|      | Strävhårig kanintax | Tyskland                    | 1955   | Taxar                  |         |           |            |              | Hounds            |

## Grupp 5:Spetsaroch raser av urhundstyp
52 FCI-erkända, 35 övriga
| Bild | Rasnamn                                                                                         | Ursprungsland (avelsansvar)        | Erkänd              | NKU (Norden) 1968-1994 | KC (UK)                 | AKC (USA)              | UKC (USA)           | CKC (Kanada)        | ANKC (Australien)   |
| ---- | ----------------------------------------------------------------------------------------------- | ---------------------------------- | ------------------- | ---------------------- | ----------------------- | ---------------------- | ------------------- | ------------------- | ------------------- |
|      | Sektion 1: Nordliga slädhundsspetsar                                                            |                                    |                     |                        |                         |                        |                     |                     |                     |
|      | Alaskan malamute                                                                                | USA                                | 1963                | Spetsar                | Working (brukshund)     | Working (brukshund)    | Northern            | Working (brukshund) | Utility (brukshund) |
|      | Canadian eskimo dog                                                                             | Kanada                             | 1959                |                        | Working (brukshund)     |                        | Northern            | Working (brukshund) | Utility (brukshund) |
|      | Grönlandshund                                                                                   | Grönland ( Danmark)                | 1967                | Spetsar                | Working (brukshund)     |                        | Northern            | Working (brukshund) |                     |
|      | Jakutskaja lajka                                                                                | Ryssland                           | 2019 (provisoriskt) |                        |                         | Miscellaneous          | BLS                 |                     | Utility (brukshund) |
|      | Samojedhund                                                                                     | Ryssland ( NKU)                    | 1959                | Spetsar                | Pastoral                | Working (brukshund)    | Northern            | Working (brukshund) | Utility (brukshund) |
|      | Siberian husky                                                                                  | USA                                | 1966                | Spetsar                | Working (brukshund)     | Working (brukshund)    | Northern            | Working (brukshund) | Utility (brukshund) |
|      | Sektion 2: Nordliga jaktspetsar                                                                 |                                    |                     |                        |                         |                        |                     |                     |                     |
|      | Finsk spets                                                                                     | Finland                            | 1954                | Spetsar                | Hounds                  | Non-Sporting           |                     | Hounds              | Hounds              |
|      | Jämthund                                                                                        | Sverige                            | 1954                | Spetsar                |                         |                        | Northern            |                     |                     |
|      | Karelsk björnhund                                                                               | Finland                            | 1954                | Spetsar                |                         | FSS                    | Northern            | Working (brukshund) | Non-Sporting        |
|      | Norrbottenspets                                                                                 | Sverige                            | 1968                | Spetsar                |                         | Miscellaneous          | Northern            | Hounds              |                     |
|      | Norsk lundehund                                                                                 | Norge                              | 1965                | Spetsar                |                         | Non-Sporting           | Northern            | Hounds              |                     |
|      | Norsk älghund, grå (Gråhund)                                                                    | Norge                              | 1963                | Spetsar                | Hounds                  | Hounds                 | Northern            | Hounds              | Hounds              |
|      | Norsk älghund, svart                                                                            | Norge                              | 1965                | Spetsar                |                         |                        |                     |                     |                     |
|      | Rysk-europeisk lajka                                                                            | Ryssland                           | 1980                | Spetsar                |                         |                        | Northern            |                     |                     |
|      | Västsibirisk lajka                                                                              | Ryssland                           | 1980                | Spetsar                |                         |                        | Northern            |                     |                     |
|      | Östsibirisk lajka                                                                               | Ryssland                           | 1980                | Spetsar                |                         |                        | Northern            |                     |                     |
|      | Sektion 3: Nordliga gårdsspetsar och vallande spetsar                                           |                                    |                     |                        |                         |                        |                     |                     |                     |
|      | Finsk lapphund                                                                                  | Finland                            | 1955                | Spetsar                | Pastoral                | Herding                | Northern            | Herding             |                     |
|      | Isländsk fårhund                                                                                | Island                             | 1972                | Spetsar                |                         | Herding                | Herding             | Herding             | Herding             |
|      | Lapsk vallhund                                                                                  | Finland                            | 1970                | Spetsar                |                         | FSS                    | Herding             |                     |                     |
|      | Norsk buhund                                                                                    | Norge                              | 1963                | Spetsar                | Pastoral                | Herding                | Northern            | Herding             | Herding             |
|      | Svensk lapphund                                                                                 | Sverige                            | 1955                | Spetsar                | Pastoral                | FSS                    | Northern            |                     | Herding             |
|      | Västgötaspets                                                                                   | Sverige                            | 1954                | Spetsar                | Pastoral                | Herding                |                     | Herding             | Herding             |
|      | Sektion 4: Europeiska spetsar                                                                   |                                    |                     |                        |                         |                        |                     |                     |                     |
|      | Grosspitz (Tysk spets / Grosspitz)                                                              | Tyskland                           | 1957                |                        |                         | Miscellaneous          | Northern            |                     |                     |
|      | Keeshond (Tysk spets / Wolfspitz)                                                               | Tyskland                           | 1957                | Spetsar                | Utility (sällskapshund) | Non-Sporting           | Northern            | Non-Sporting        |                     |
|      | Kleinspitz (Tysk spets / Kleinspitz)                                                            | Tyskland                           | 1957                | Dvärghundar            | Utility (sällskapshund) | Miscellaneous          | Northern            |                     | Non-Sporting        |
|      | Mittelspitz (Tysk spets / Mittelspitz)                                                          | Tyskland                           | 1957                |                        | Utility (sällskapshund) | Miscellaneous          | Northern            |                     | Non-Sporting        |
|      | Pomeranian (Tysk spets / Zwergspitz, Dvärgspets)                                                | Tyskland                           | 1957                | Dvärghundar            | Toy                     | Toy                    | Companion           | Toy                 | Toy                 |
|      | Volpino italiano                                                                                | Italien                            | 1956                | Spetsar                |                         | FSS                    | Northern            |                     |                     |
|      | Sektion 5: Asiatiska spetsar och närstående raser                                               |                                    |                     |                        |                         |                        |                     |                     |                     |
|      | Akita (Akita inu)                                                                               | Japan                              | 1964                | Spetsar                | Utility (sällskapshund) | Miscellaneous          | Northern            | Working (brukshund) | Utility (brukshund) |
|      | American akita (Great japanese dog)                                                             | USA                                | 1999                |                        | Utility (sällskapshund) | Working (brukshund)    | Northern            |                     | Utility (brukshund) |
|      | Anjing kintamani-bali (Kintamani-bali-hund)                                                     | Indonesien                         | 2019 (provisoriskt) |                        |                         |                        |                     |                     |                     |
|      | Chow chow                                                                                       | Kina ( Storbritannien)             | 1957                | Spetsar                | Utility (sällskapshund) | Non-Sporting           | Northern            | Non-Sporting        | Non-Sporting        |
|      | Eurasier                                                                                        | Tyskland                           | 1973                |                        | Utility (sällskapshund) | FSS                    | Northern            | Working (brukshund) | Non-Sporting        |
|      | Hokkaido (Ainu)                                                                                 | Japan                              | 1964                |                        |                         | FSS                    | Northern            |                     |                     |
|      | Japansk spets                                                                                   | Japan                              | 1964                | Spetsar                | Utility (sällskapshund) | FSS                    | Northern            | Non-Sporting        | Non-Sporting        |
|      | Kai (Kai ken)                                                                                   | Japan                              | 1982                |                        |                         | Miscellaneous          | Northern            |                     |                     |
|      | Kishu                                                                                           | Japan                              | 1982                |                        |                         | FSS                    | Northern            |                     |                     |
|      | Korea jindo dog                                                                                 | Sydkorea                           | 1995                |                        | Utility (sällskapshund) | FSS                    | Northern            |                     |                     |
|      | Shiba                                                                                           | Japan                              | 1964                | Spetsar                | Utility (sällskapshund) | Non-Sporting           | Northern            | Non-Sporting        | Utility (brukshund) |
|      | Shikoku                                                                                         | Japan                              | 1982                |                        |                         | FSS                    | Northern            | Hounds              |                     |
|      | Thai bangkaew dog                                                                               | Thailand                           | 2022                |                        |                         | FSS                    |                     |                     |                     |
|      | Sektion 6: Hundar av urhundstyp                                                                 |                                    |                     |                        |                         |                        |                     |                     |                     |
|      | Basenji                                                                                         | Centralafrika ( Storbritannien)    | 1964                | Spetsar                | Hounds                  | Hounds                 | Sighthound & Pariah | Hounds              | Hounds              |
|      | Canaan dog                                                                                      | Israel                             | 1966                |                        | Utility (sällskapshund) | Herding                | Sighthound & Pariah | Working (brukshund) | Non-Sporting        |
|      | Faraohund                                                                                       | Malta ( Storbritannien)            | 1963                | Vinthundar             | Hounds                  | Hounds                 | Sighthound & Pariah | Hounds              | Hounds              |
|      | Perro sin pelo del perú (Peruansk nakenhund), liten, mellan och stor                            | Peru                               | 1981                |                        |                         | Miscellaneous          | Sighthound & Pariah |                     | Non-Sporting        |
|      | Xoloitzcuintle (Mexikansk nakenhund), liten, mellan och stor                                    | Mexiko                             | 1961                | Sällskapshundar        | Utility (sällskapshund) | Non-Sporting           | Sighthound & Pariah | Non-Sporting / Toy  | Non-Sporting        |
|      | Sektion 7: Jagande hundar av urhundstyp                                                         |                                    |                     |                        |                         |                        |                     |                     |                     |
|      | Cirneco dell'etna                                                                               | Italien                            | 1956                |                        | Hounds                  | Hounds                 | Sighthound & Pariah |                     | Hounds              |
|      | Podenco canario                                                                                 | Spanien                            | 1987                |                        |                         |                        | Sighthound & Pariah |                     |                     |
|      | Podenco ibicenco, korthårig och strävhårig                                                      | Spanien                            | 1954                | Vinthundar             | Hounds                  | Hounds                 | Sighthound & Pariah | Hounds              | Hounds              |
|      | Podengo portugues, cerdoso och liso                                                             | Portugal                           | 1954                |                        | Hounds                  | Miscellaneous / Hounds | Sighthound & Pariah |                     | Hounds              |
|      | Taiwan dog                                                                                      | Taiwan ( Japan)                    | 2015                |                        |                         | FSS                    |                     |                     |                     |
|      | Thai ridgeback dog                                                                              | Thailand                           | 2003                |                        |                         | FSS                    | Sighthound & Pariah |                     |                     |
|      | Ej erkända av FCI                                                                               |                                    |                     |                        |                         |                        |                     |                     |                     |
|      | Africanis (Kennel Union of Southern Africa, KUSA)                                               | Sydafrika                          |                     |                        |                         |                        |                     |                     |                     |
|      | Alaskan Klee Kai (American Kennel Club, AKC)                                                    | USA                                |                     |                        |                         | FSS                    | Northern            |                     |                     |
|      | American eskimo dog, toy, miniature och standard (AKC / Nordisk Kennel Union, NKU)              | USA                                |                     |                        |                         | Non-Sporting           | Northern            | Non-Sporting / Toy  |                     |
|      | Borneohund (Dajakhund, Ibanhund, -)                                                             | Indonesien Malaysia                |                     |                        |                         |                        |                     |                     |                     |
|      | Cão do barrocal algarvio (Clube Português de Canicultura, CPC)                                  | Portugal                           |                     |                        |                         |                        |                     |                     |                     |
|      | Carolina Dog (AKC)                                                                              | USA                                |                     |                        |                         | FSS                    | Sighthound & Pariah |                     |                     |
|      | Chinook (AKC)                                                                                   | USA                                |                     |                        |                         | Working (brukshund)    | Northern            |                     |                     |
|      | Chó Bắc Hà (Vietnam Kennel Association, VKA)                                                    | Vietnam                            |                     |                        |                         |                        |                     |                     |                     |
|      | Chó hmông cộc đuôi (VKA)                                                                        | Vietnam                            |                     |                        |                         |                        |                     |                     |                     |
|      | Chó lài (-)                                                                                     | Vietnam                            |                     |                        |                         |                        |                     |                     |                     |
|      | Chó Phú Quôc (Phu Quoc ridgeback, VKA)                                                          | Vietnam                            |                     |                        |                         |                        | BLS                 |                     |                     |
|      | Combai (Kombai, Kennel Club of India, KCI)                                                      | Indien                             |                     |                        |                         |                        |                     |                     |                     |
|      | Cursinu (Chien Corse, Société centrale canine, SCC)                                             | Frankrike                          |                     |                        |                         |                        |                     |                     |                     |
|      | Dansk spids (NKU)                                                                               | Danmark                            |                     |                        |                         |                        |                     |                     |                     |
|      | Hedehund (-)                                                                                    | Sverige                            |                     |                        |                         |                        |                     |                     |                     |
|      | Hälleforshund (NKU)                                                                             | Sverige                            |                     |                        |                         |                        |                     |                     |                     |
|      | Karafuto ken (-)                                                                                | Japan ( Ryssland)                  |                     |                        |                         | FSS                    | Northern            |                     |                     |
|      | Kritikos lagonikos (Kynologikos Omilos Ellados, KOE / Verband für das Deutsche Hundewesen, VDH) | Grekland                           |                     |                        |                         |                        |                     |                     |                     |
|      | Maneto (Real Sociedad Canina en España, RSCE)                                                   | Spanien                            |                     |                        |                         |                        |                     |                     |                     |
|      | Nya Guineas sjungande hund (United Kennel Club, UKC)                                            | Papua Nya Guinea Indonesien ( USA) |                     |                        |                         |                        | Sighthound & Pariah |                     |                     |
|      | Olenegonnyj sjpits (Nenetskaja olenegonka lajka, Rossijskaja Kinologitjeskaja Federatsija, RKF) | Ryssland                           |                     |                        |                         |                        |                     |                     |                     |
|      | Perro pila argentino (Federación Cinológica Argentina, FCA)                                     | Argentina                          |                     |                        |                         |                        |                     |                     |                     |
|      | Podenco andaluz (RSCE / VDH)                                                                    | Spanien                            |                     |                        |                         |                        |                     |                     |                     |
|      | Podenco orito español (RSCE)                                                                    | Spanien                            |                     |                        |                         |                        |                     |                     |                     |
|      | Podenco paternino (-)                                                                           | Spanien                            |                     |                        |                         |                        |                     |                     |                     |
|      | Podenco valenciano (Xarnego valenciano, RSCE)                                                   | Spanien                            |                     |                        |                         |                        |                     |                     |                     |
|      | Podengo crioulo (Podengo brasileiro, -)                                                         | Brasilien                          |                     |                        |                         |                        |                     |                     |                     |
|      | Podengo galego (-)                                                                              | Spanien                            |                     |                        |                         |                        |                     |                     |                     |
|      | Sjalajka (Sulimovhund, RKF)                                                                     | Ryssland                           |                     |                        |                         |                        |                     |                     |                     |
|      | Svensk vit älghund (NKU)                                                                        | Sverige                            | Spetsar             |                        |                         |                        |                     |                     |                     |
|      | Tang gou (China Kennel Union, CKU)                                                              | Kina                               |                     |                        |                         |                        |                     |                     |                     |
|      | Tjukotskaja jesdovaja (-)                                                                       | Ryssland                           |                     |                        |                         |                        |                     |                     |                     |
|      | Veadeiro pampeano (Confederação Brasileira de Cinofilia, CBC)                                   | Brasilien                          |                     |                        |                         |                        |                     |                     |                     |
|      | Zerdeva (Köpek Irklarý ve Köpek Bilimleri Federasyonu, KIF)                                     | Turkiet                            |                     |                        |                         |                        |                     |                     |                     |
|      | Vildlevande                                                                                     |                                    |                     |                        |                         |                        |                     |                     |                     |
|      | Coydog (-)                                                                                      | Kanada USA Mexiko                  |                     |                        |                         |                        |                     |                     |                     |
|      | Dingo (-)                                                                                       | Australien                         |                     |                        |                         |                        |                     |                     |                     |

## Grupp 6: Drivande hundar, samtsök-ochspårhundar
71 FCI-erkända, 27 övriga
| Bild | Rasnamn                                                                                                   | Ursprungsland (avelsansvar) | Erkänd                             | NKU (Norden) 1968-1994 | KC (UK)                 | AKC (USA)     | UKC (USA)           | CKC (Kanada) | ANKC (Australien) |
| ---- | --- | --------------------------- | ---------------------------------- | ---------------------- | ----------------------- | ------------- | ------------------- | ------------ | ----------------- |
|      | Sektion 1: Drivande hundar                                                                                |                             |                                    |                        |                         |               |                     |              |                   |
|      | Storvuxna raser                                                                                           |                             |                                    |                        |                         |               |                     |              |                   |
|      | American foxhound                                                                                         | USA                         | 1979                               |                        |                         | Hounds        | Scenthound          | Hounds       |                   |
|      | Billy | Frankrike                   | 1963                               |                        |                         |               | Scenthound          |              |                   |
|      | Black and tan coonhound                                                                                   | USA                         | 1945                               |                        | Hounds                  | Hounds        | Scenthound          | Hounds       | Hounds            |
|      | Blodhund (Engelsk blodhund)                                                                               | Belgien                     | 1960                               | Drivande hundar        | Hounds                  | Hounds        | Scenthound          | Hounds       | Hounds            |
|      | Foxhound                                                                                                  | Storbritannien              | 1955                               |                        | Hounds                  | Hounds        |                     | Hounds       | Hounds            |
|      | Français blanc et noir                                                                                    | Frankrike                   | 1959                               |                        |                         |               | Scenthound          |              |                   |
|      | Français blanc et orange                                                                                  | Frankrike                   | 1982                               |                        |                         |               | Scenthound          |              |                   |
|      | Français tricolore                                                                                        | Frankrike                   | 1959                               |                        |                         |               | Scenthound          |              |                   |
|      | Gascon saintongeois, grand och petit                                                                      | Frankrike                   | 1963                               |                        |                         |               | Scenthound          |              |                   |
|      | Grand anglo-français blanc et noir                                                                        | Frankrike                   | 1983                               |                        |                         |               | Scenthound          |              |                   |
|      | Grand anglo-français blanc et orange                                                                      | Frankrike                   | 1983                               |                        |                         |               | Scenthound          |              |                   |
|      | Grand anglo-français tricolore                                                                            | Frankrike                   | 1983                               |                        |                         |               | Scenthound          |              |                   |
|      | Grand bleu de gascogne                                                                                    | Frankrike                   | 1963                               |                        | Hounds                  |               | Scenthound          |              |                   |
|      | Grand griffon vendéen                                                                                     | Frankrike                   | 1969                               |                        |                         |               | Scenthound          |              |                   |
|      | Ogar polski                                                                                               | USA                         | 1965                               |                        |                         |               | Scenthound          |              |                   |
|      | Otterhound (Utterhund)                                                                                    | Storbritannien              | 1974                               | Drivande hundar        | Hounds                  | Hounds        | Scenthound          | Hounds       | Hounds            |
|      | Poitevin                                                                                                  | Frankrike                   | 1963                               |                        |                         |               | Scenthound          |              |                   |
|      | Rastreador brasileiro (Urrador brasileiro)                                                                | Brasilien                   | 1967                               |                        |                         |               |                     |              |                   |
|      | Medelstora raser                                                                                          |                             |                                    |                        |                         |               |                     |              |                   |
|      | Anglo-français de petite vénerie                                                                          | Frankrike                   | 1983                               |                        |                         |               | Scenthound          |              |                   |
|      | Ariégeois                                                                                                 | Frankrike                   | 1954                               |                        |                         |               | Scenthound          |              |                   |
|      | Beagle-harrier                                                                                            | Frankrike                   | 1972                               |                        |                         |               | Scenthound          |              |                   |
|      | Bosanski ostrodlaki gonic-barak                                                                           | Bosnien och Hercegovina     | 1955                               |                        |                         |               | Scenthound          |              |                   |
|      | Brandlbracke (vieräugl)                                                                                   | Österrike                   | 1954                               |                        |                         |               | Scenthound          |              |                   |
|      | Briquet griffon vendéen                                                                                   | Frankrike                   | 1954                               |                        |                         |               | Scenthound          |              |                   |
|      | Chien d’artois                                                                                            | Frankrike                   | 1963                               |                        |                         |               | Scenthound          |              |                   |
|      | Crnogorski planinski gonic                                                                                | Montenegro                  | 1969                               |                        |                         |               | Scenthound          |              |                   |
|      | Dunkerstövare                                                                                             | Norge                       | 1956                               | Drivande hundar        |                         |               | Scenthound          |              |                   |
|      | Erdélyi kopó                                                                                              | Ungern                      | 1963                               |                        |                         | FSS           | Scenthound          |              |                   |
|      | Estnisk stövare                                                                                           | Estland                     | 2019                               |                        |                         |               |                     |              |                   |
|      | Finsk stövare                                                                                             | Finland                     | 1954                               | Drivande hundar        |                         |               | Scenthound          |              |                   |
|      | Gonczy polski                                                                                             | Polen                       | 2017                               |                        |                         |               |                     |              |                   |
|      | Griffon bleu de gascogne                                                                                  | Frankrike                   | 1963                               |                        |                         |               | Scenthound          |              |                   |
|      | Griffon fauve de bretagne                                                                                 | Frankrike                   | 1954                               |                        | Hounds                  |               | Scenthound          |              |                   |
|      | Griffon nivernais                                                                                         | Frankrike                   | 1959                               |                        |                         |               | Scenthound          |              |                   |
|      | Haldenstövare                                                                                             | Norge                       | 1965                               | Drivande hundar        |                         |               | Scenthound          |              |                   |
|      | Hamiltonstövare                                                                                           | Sverige                     | 1955                               | Drivande hundar        | Hounds                  | FSS           | Scenthound          |              | Hounds            |
|      | Harrier                                                                                                   | Storbritannien              | 1974                               |                        |                         | Hounds        | Scenthound          | Hounds       | Hounds            |
|      | Hellinikos ichnilatis                                                                                     | Grekland                    | 1959                               |                        |                         |               | Scenthound          |              |                   |
|      | Hygenstövare (Hygenhund)                                                                                  | Norge                       | 1965                               | Drivande hundar        |                         |               | Scenthound          |              |                   |
|      | Istarski gonic (Istrisk stövare), korthårig och strävhårig                                                | Kroatien                    | 1955                               |                        |                         |               | Scenthound          |              |                   |
|      | Petit bleu de gascogne                                                                                    | Frankrike                   | 1963                               |                        |                         |               | Scenthound          |              |                   |
|      | Petit gascon saintongeois                                                                                 | Frankrike                   | 1963                               |                        |                         | Scenthound    |                     |              |                   |
|      | Porcelaine                                                                                                | Frankrike                   | 1964                               |                        |                         | FSS           | Scenthound          |              | Hounds            |
|      | Posavski gonic                                                                                            | Kroatien                    | 1955                               |                        |                         |               | Scenthound          |              |                   |
|      | Sabueso español                                                                                           | Spanien                     | 1957                               |                        |                         |               | Scenthound          |              |                   |
|      | Schillerstövare                                                                                           | Sverige                     | 1955                               | Drivande hundar        |                         |               | Scenthound          |              |                   |
|      | Schweiziska stövare, berner, jura, luzerner och schwyzer                                                  | Schweiz                     | 1954                               | Drivande hundar        |                         |               | Scenthound          |              |                   |
|      | Segugio italiano, släthårig och strävhårig                                                                | Italien                     | 1993 (släthårig) 1956 (strävhårig) |                        | Hounds                  | FSS           | Scenthound          |              |                   |
|      | Segugio maremmano, korthårig eller strävhårig                                                             | Italien                     | 2018 (provisoriskt)                |                        |                         |               |                     |              |                   |
|      | Slovenský kopov                                                                                           | Slovakien                   | 1963                               |                        |                         | FSS           | Scenthound          |              |                   |
|      | Smålandsstövare                                                                                           | Sverige                     | 1955                               | Drivande hundar        |                         |               | Scenthound          |              |                   |
|      | Srpski gonič (Serbski gonic, Balkanski gonic)                                                             | Serbien                     | 1955                               |                        |                         |               | Scenthound          |              |                   |
|      | Srpski trobojni gonič (Serbski trobojni gonic)                                                            | Serbien                     | 1961                               |                        |                         |               | Scenthound          |              |                   |
|      | Steirische rauhhaarbracke                                                                                 | Österrike                   | 1954                               |                        |                         |               | Scenthound          |              |                   |
|      | Tiroler bracke                                                                                            | Österrike                   | 1954                               |                        |                         |               | Scenthound          |              |                   |
|      | Småvuxna raser                                                                                            |                             |                                    |                        |                         |               |                     |              |                   |
|      | Basset artésien normand                                                                                   | Frankrike                   | 1963                               | Drivande hundar        |                         |               | Scenthound          |              |                   |
|      | Basset bleu de gascogne                                                                                   | Frankrike                   | 1963                               |                        | Hounds                  |               | Scenthound          |              |                   |
|      | Basset fauve de bretagne                                                                                  | Frankrike                   | 1963                               | Drivande hundar        | Hounds                  | Miscellaneous | Scenthound          |              | Hounds            |
|      | Basset hound                                                                                              | Storbritannien              | 1955                               | Drivande hundar        | Hounds                  | Hounds        | Scenthound          | Hounds       | Hounds            |
|      | Beagle | Storbritannien              | 1955                               | Drivande hundar        | Hounds                  | Hounds        | Scenthound          | Hounds       | Hounds            |
|      | Deutsche bracke                                                                                           | Tyskland                    | 1964                               |                        |                         |               | Scenthound          |              |                   |
|      | Drever | Sverige                     | 1955                               | Drivande hundar        |                         | FSS           | Scenthound          | Hounds       |                   |
|      | Grand basset griffon vendéen                                                                              | Frankrike                   | 1967                               | Drivande hundar        | Hounds                  | Hounds        | Scenthound          |              | Hounds            |
|      | Petit basset griffon vendéen                                                                              | Frankrike                   | 1976                               | Drivande hundar        | Hounds                  | Hounds        | Scenthound          | Hounds       | Hounds            |
|      | Schweiziska små stövare, berner, jura, luzerner och schwyzer                                              | Schweiz                     | 1954                               |                        |                         |               | Scenthound          |              |                   |
|      | Westfälische dachsbracke                                                                                  | Tyskland                    | 1954                               |                        |                         |               | Scenthound          |              |                   |
|      | Sektion 2: Viltspårhundar                                                                                 |                             |                                    |                        |                         |               |                     |              |                   |
|      | Alpenländische dachsbracke                                                                                | Österrike                   | 1975                               |                        |                         |               | Scenthound          |              |                   |
|      | Bayersk viltspårhund                                                                                      | Tyskland                    | 1959                               | Drivande hundar        | Hounds                  | FSS           | Scenthound          |              |                   |
|      | Hannoveransk viltspårhund                                                                                 | Tyskland                    | 1959                               | Drivande hundar        |                         | FSS           | Scenthound          |              |                   |
|      | Sektion 3: Besläktade raser                                                                               |                             |                                    |                        |                         |               |                     |              |                   |
|      | Dalmatiner                                                                                                | Kroatien                    | 1955                               | Sällskapshundar        | Utility (sällskapshund) | Non-Sporting  | Companion           | Non-Sporting | Non Sporting      |
|      | Rhodesian ridgeback                                                                                       | Sydafrika Zimbabwe          | 1955                               | Sällskapshundar        | Hounds                  | Hounds        | Sighthound & Pariah | Hounds       | Hounds            |
|      | Ej erkända av FCI                                                                                         |                             |                                    |                        |                         |               |                     |              |                   |
|      | American English Coonhound (American Kennel Club, AKC)                                                    | USA                         |                                    |                        |                         | Hounds        | Scenthound          |              |                   |
|      | American Leopard Hound (AKC)                                                                              | USA                         |                                    |                        |                         | FSS           | Scenthound          |              |                   |
|      | Anglo-russkaja gontjaja (Rysk fläckig stövare) (Rossijskaja Kinologitjeskaja Federatsija, RKF / NKU)      | USA                         |                                    | Drivande hundar        |                         |               |                     |              |                   |
|      | Balgarski barak (Bulgarisk strävhårig stövare) (Balgarskata Republikanska Federatsin po Kinologija, BRFK) | Bulgarien                   |                                    |                        |                         |               |                     |              |                   |
|      | Balgarsko gontje (Bulgarisk stövare, BRFK)                                                                | Bulgarien                   |                                    |                        |                         |               |                     |              |                   |
|      | Black Mouth Cur (United Kennel Club, UKC)                                                                 | USA                         |                                    |                        |                         |               | Scenthound          |              |                   |
|      | Bluetick coonhound (AKC / Nordisk Kennel Union, NKU)                                                      | USA                         |                                    |                        |                         | Hounds        | Scenthound          |              |                   |
|      | Briquet de provence (Société centrale canine, SCC)                                                        | Frankrike                   |                                    |                        |                         |               |                     |              |                   |
|      | Bruno Saint Hubert français (SCC)                                                                         | Frankrike                   |                                    |                        |                         |               |                     |              |                   |
|      | Gotlandsstövare (NKU)                                                                                     | Sverige                     |                                    | Drivande hundar        |                         |               |                     |              |                   |
|      | Kerry Beagle (Irish Kennel Club, IKC)                                                                     | Irland                      |                                    |                        |                         |               |                     |              |                   |
|      | Lietuviu skalikas (Litauisk stövare, Lietuvos Kinologų Draugija, LKD)                                     | Litauen                     |                                    |                        |                         |               |                     |              |                   |
|      | Mountain Cur (AKC)                                                                                        | USA                         |                                    |                        |                         | FSS           | Scenthound          |              |                   |
|      | Plott (AKC / NKU)                                                                                         | USA                         |                                    |                        |                         | Hounds        | Scenthound          |              |                   |
|      | Redbone Coonhound (AKC / Českomoravská Kynologická Unie, CMKU))                                           | USA                         |                                    |                        |                         | Hounds        | Scenthound          |              |                   |
|      | Russkaja gontjaja (Rysk stövare, RKF / NKU)                                                               | Ryssland                    |                                    |                        |                         |               |                     |              |                   |
|      | Sabueso fino colombiano (Asociación Club Canino Colombiano, ACCC)                                         | Colombia                    |                                    |                        |                         |               |                     |              |                   |
|      | Segugio dell'Appennino (Ente Nazionale della Cinofilia Italiana, ENCI)                                    | Italien                     |                                    |                        |                         |               |                     |              |                   |
|      | Stephens' Cur (UKC)                                                                                       | USA                         |                                    |                        |                         |               | Scenthound          |              |                   |
|      | Tatranský durič (Slovenska Kynologicka Jednota, SKJ)                                                      | Slovakien                   |                                    |                        |                         |               |                     |              |                   |
|      | Treeing Cur (UKC)                                                                                         | USA                         |                                    |                        |                         |               | Scenthound          |              |                   |
|      | Treeing Tennessee Brindle (AKC)                                                                           | USA                         |                                    |                        |                         | FSS           | Scenthound          |              |                   |
|      | Treeing walker coonhound (AKC / NKU)                                                                      | USA                         |                                    |                        |                         | Hounds        | Scenthound          |              |                   |
|      | Valdueza (Real Sociedad Canina en España, RSCE)                                                           | Spanien                     |                                    |                        |                         |               |                     |              |                   |
|      | Veadeiro nacional (Confederação Brasileira de Cinofilia, CBC)                                             | Brasilien                   |                                    |                        |                         |               |                     |              |                   |
|      | Welsh Hound (UKC)                                                                                         | Storbritannien ( USA)       |                                    |                        |                         |               | Scenthound          |              |                   |
|      | Utdöda |                             |                                    |                        |                         |               |                     |              |                   |
|      | Chien gris de Saint Louis                                                                                 | Frankrike                   |                                    |                        |                         |               |                     |              |                   |

## Grupp 7:Stående fågelhundar
34 FCI-erkända, 4 övriga
| Bild | Rasnamn                                                                            | Ursprungsland (avelsansvar) | Erkänd                             | NKU (Norden) 1968-1994 | KC (UK) | AKC (USA)     | UKC (USA) | CKC (Kanada) | ANKC (Australien) |
| ---- | ---------------------------------------------------------------------------------- | --------------------------- | ---------------------------------- | ---------------------- | ------- | ------------- | --------- | ------------ | ----------------- |
|      | Sektion 1: Kontinentala stående fågelhundar                                        |                             |                                    |                        |         |               |           |              |                   |
|      | Raser av braquetyp                                                                 |                             |                                    |                        |         |               |           |              |                   |
|      | Bracco italiano (Italiensk pointer)                                                | Italien                     | 1956                               |                        | Gundogs | Sporting      | Gun dog   |              | Gundogs           |
|      | Braque d'auvergne                                                                  | Frankrike                   | 1955                               |                        | Gundogs |               | Gun dog   |              |                   |
|      | Braque de l’ariège                                                                 | Frankrike                   | 1955                               |                        |         |               | Gun dog   |              |                   |
|      | Braque du bourbonnais                                                              | Frankrike                   | 1955                               |                        |         | FSS           | Gun dog   |              |                   |
|      | Braque français, type gascogne och type pyrénées                                   | Frankrike                   | 1955                               |                        |         | -/FSS         | Gun dog   | Sporting     |                   |
|      | Braque saint-germain                                                               | Frankrike                   | 1954                               |                        |         | FSS           | Gun dog   |              |                   |
|      | Deutsch stichelhaar                                                                | Tyskland                    | 1961                               |                        |         |               | Gun dog   |              |                   |
|      | Gammel dansk hönsehund                                                             | Danmark                     | 1969                               | Stående fågelhundar    |         |               | Gun dog   |              |                   |
|      | Korthårig vorsteh (Deutsch kurzhaar)                                               | Tyskland                    | 1954                               | Stående fågelhundar    | Gundogs | Sporting      | Gun dog   | Sporting     | Gundogs           |
|      | Perdigueiro português                                                              | Portugal                    | 1955                               |                        | Gundogs | FSS           | Gun dog   |              |                   |
|      | Perdiguero de burgos                                                               | Spanien                     | 1982                               |                        |         |               | Gun dog   |              |                   |
|      | Pudelpointer                                                                       | Tyskland                    | 1959                               |                        |         | FSS           | Gun dog   | Sporting     |                   |
|      | Slovenský hrubosrsty stavac (Ohar)                                                 | Slovakien                   | 1982                               |                        | Gundogs | FSS           | Gun dog   |              | Gundogs           |
|      | Strävhårig vorsteh (Deutsch drahthaar)                                             | Tyskland                    | 1954                               | Stående fågelhundar    | Gundogs | Sporting      | Gun dog   | Sporting     | Gundogs           |
|      | Ungersk vizsla, kort- och strävhårig                                               | Ungern                      | 1954 (korthårig) 1963 (strävhårig) | Stående fågelhundar    | Gundogs | Sporting      | Gun dog   | Sporting     | Gundogs           |
|      | Weimaraner, kort- och långhårig                                                    | Tyskland                    | 1954                               | Stående fågelhundar    | Gundogs | Sporting      | Gun dog   | Sporting     | Gundogs           |
|      | Raser av spanieltyp                                                                |                             |                                    |                        |         |               |           |              |                   |
|      | Breton (Épagneul breton)                                                           | Frankrike                   | 1954                               | Stående fågelhundar    | Gundogs | Sporting      | Gun dog   | Sporting     | Gundogs           |
|      | Drentsche patrijshond                                                              | Nederländerna               | 1960                               |                        |         | FSS           | Gun dog   |              |                   |
|      | Épagneul bleu de picardie                                                          | Frankrike                   | 1954                               |                        |         | FSS           | Gun dog   | Sporting     |                   |
|      | Épagneul de pont-audemer                                                           | Frankrike                   | 1954                               |                        |         | FSS           | Gun dog   |              |                   |
|      | Épagneul français                                                                  | Frankrike                   | 1955                               | Stående fågelhundar    |         | FSS           | Gun dog   | Sporting     |                   |
|      | Épagneul picard                                                                    | Frankrike                   | 1954                               |                        |         |               | Gun dog   |              |                   |
|      | Grosser münsterländer                                                              | Tyskland                    | 1954                               | Stående fågelhundar    | Gundogs | FSS           | Gun dog   |              | Gundogs           |
|      | Kleiner münsterländer                                                              | Tyskland                    | 1955                               | Stående fågelhundar    | Gundogs | Miscellaneous | Gun dog   | Sporting     |                   |
|      | Långhårig vorsteh (Deutsch langhaar)                                               | Tyskland                    | 1954                               | Stående fågelhundar    | Gundogs | FSS           | Gun dog   | Sporting     |                   |
|      | Stabijhoun                                                                         | Nederländerna               | 1960                               | Stående fågelhundar    |         | FSS           | Gun dog   |              |                   |
|      | Raser av griffontyp                                                                |                             |                                    |                        |         |               |           |              |                   |
|      | Cesky fousek                                                                       | Tjeckien                    | 1963                               |                        |         |               | Gun dog   |              |                   |
|      | Griffon d'arret à poil dur (korthals)                                              | Frankrike                   | 1954                               |                        | Gundogs | Sporting      | Gun dog   | Sporting     |                   |
|      | Spinone                                                                            | Italien                     | 1955                               | Stående fågelhundar    | Gundogs | Sporting      | Gun dog   | Sporting     | Gundogs           |
|      | Sektion 2: Brittiska och irländska pointer och setter                              |                             |                                    |                        |         |               |           |              |                   |
|      | Pointer                                                                            |                             |                                    |                        |         |               |           |              |                   |
|      | Pointer                                                                            | Storbritannien              | 1963                               | Stående fågelhundar    | Gundogs | Sporting      | Gun dog   | Sporting     | Gundogs           |
|      | Setter                                                                             |                             |                                    |                        |         |               |           |              |                   |
|      | Engelsk setter                                                                     | Storbritannien              | 1963                               | Stående fågelhundar    | Gundogs | Sporting      | Gun dog   | Sporting     | Gundogs           |
|      | Gordonsetter                                                                       | Storbritannien              | 1963                               | Stående fågelhundar    | Gundogs | Sporting      | Gun dog   | Sporting     | Gundogs           |
|      | Irländsk röd och vit setter                                                        | Irland                      | 1989                               | Stående fågelhundar    | Gundogs | Sporting      | Gun dog   | Sporting     | Gundogs           |
|      | Irländsk röd setter                                                                | Irland                      | 1954                               | Stående fågelhundar    | Gundogs | Sporting      | Gun dog   | Sporting     | Gundogs           |
|      | Ej erkända av FCI                                                                  |                             |                                    |                        |         |               |           |              |                   |
|      | Épagneul de saint usuge (Société centrale canine, SCC / Nordisk Kennel Union, NKU) | Frankrike                   |                                    |                        |         |               |           |              |                   |
|      | Pachón navarro (Real Sociedad Canina en España, RSCE)                              | Spanien                     |                                    |                        |         |               |           |              |                   |
|      | Utdöda                                                                             |                             |                                    |                        |         |               |           |              |                   |
|      | Braque dupuy (SCC)                                                                 | Frankrike                   |                                    |                        |         |               |           |              |                   |
|      | Griffon à poil laineux (Griffon Boulet, SCC)                                       | Frankrike                   |                                    |                        |         |               |           |              |                   |

## Grupp 8: Stötande hundar, apporterande hundar och vattenhundar
22 FCI-erkända, 8 övriga
| Bild | Rasnamn                                                                                                | Ursprungsland (avelsansvar) | Erkänd | NKU (Norden) 1968-1994 | KC (UK)                 | AKC (USA)           | UKC (USA) | CKC (Kanada)        | ANKC (Australien)   |
| ---- | --- | --------------------------- | ------ | ---------------------- | ----------------------- | ------------------- | --------- | ------------------- | ------------------- |
|      | Sektion 1: Apporterande hundar                                                                         |                             |        |                        |                         |                     |           |                     |                     |
|      | Chesapeake bay retriever                                                                               | USA                         | 1964   | Apporterande hundar    | Gundogs                 | Sporting            | Gun dog   | Sporting            | Gundogs             |
|      | Curly coated retriever                                                                                 | Storbritannien              | 1954   | Apporterande hundar    | Gundogs                 | Sporting            | Gun dog   | Sporting            | Gundogs             |
|      | Flatcoated retriever                                                                                   | Storbritannien              | 1954   | Apporterande hundar    | Gundogs                 | Sporting            | Gun dog   | Sporting            | Gundogs             |
|      | Golden retriever                                                                                       | Storbritannien              | 1954   | Apporterande hundar    | Gundogs                 | Sporting            | Gun dog   | Sporting            | Gundogs             |
|      | Labrador retriever                                                                                     | Storbritannien              | 1954   | Apporterande hundar    | Gundogs                 | Sporting            | Gun dog   | Sporting            | Gundogs             |
|      | Nova scotia duck tolling retriever                                                                     | Kanada                      | 1981   | Apporterande hundar    | Gundogs                 | Sporting            | Gun dog   | Sporting            | Gundogs             |
|      | Sektion 2: Stötande hundar                                                                             |                             |        |                        |                         |                     |           |                     |                     |
|      | Amerikansk cocker spaniel                                                                              | USA                         | 1965   | Apporterande hundar    | Gundogs                 | Sporting            | Gun dog   | Sporting            | Gundogs             |
|      | Clumber spaniel                                                                                        | Storbritannien              | 1954   | Apporterande hundar    | Gundogs                 | Sporting            | Gun dog   | Sporting            | Gundogs             |
|      | Cocker spaniel (Engelsk cocker spaniel)                                                                | Storbritannien              | 1963   | Apporterande hundar    | Gundogs                 | Sporting            | Gun dog   | Sporting            | Gundogs             |
|      | Engelsk springer spaniel                                                                               | Storbritannien              | 1954   | Apporterande hundar    | Gundogs                 | Sporting            | Gun dog   | Sporting            | Gundogs             |
|      | Field spaniel                                                                                          | Storbritannien              | 1954   | Apporterande hundar    | Gundogs                 | Sporting            | Gun dog   | Sporting            | Gundogs             |
|      | Nederlandse kooikerhondje                                                                              | Nederländerna               | 1990   |                        | Utility (sällskapshund) | Sporting            | Gun dog   |                     |                     |
|      | Sussex spaniel                                                                                         | Storbritannien              | 1954   | Apporterande hundar    | Gundogs                 | Sporting            | Gun dog   | Sporting            | Gundogs             |
|      | Wachtelhund                                                                                            | Tyskland                    | 1954   | Apporterande hundar    |                         | FSS                 | Gun dog   |                     |                     |
|      | Welsh springer spaniel                                                                                 | Storbritannien              | 1954   | Apporterande hundar    | Gundogs                 | Sporting            | Gun dog   | Sporting            | Gundogs             |
|      | Sektion 3: Vattenhundar                                                                                |                             |        |                        |                         |                     |           |                     |                     |
|      | American water spaniel                                                                                 | USA                         | 1979   |                        | Gundogs                 | Sporting            | Gun dog   | Sporting            |                     |
|      | Barbet (Fransk vattenhund)                                                                             | Frankrike                   | 1954   |                        | Gundogs                 | Sporting            | Gun dog   | Sporting            |                     |
|      | Irländsk vattenspaniel                                                                                 | Irland                      | 1954   | Apporterande hundar    | Gundogs                 | Sporting            | Gun dog   | Sporting            | Gundogs             |
|      | Lagotto romagnolo                                                                                      | Italien                     | 2005   |                        | Gundogs                 | Sporting            | Gun dog   | Sporting            | Gundogs             |
|      | Perro de agua español (Spansk vattenhund)                                                              | Spanien                     | 1999   |                        | Gundogs                 | Herding             | Herding   | Sporting            | Gundogs             |
|      | Portugisisk vattenhund (Cão de agua portugués)                                                         | Portugal                    | 1955   | Sällskapshundar        | Working (brukshund)     | Working (brukshund) | Gun dog   | Working (brukshund) | Utility (brukshund) |
|      | Wetterhoun (Frisisk vattenhund)                                                                        | Nederländerna               | 1959   |                        |                         | FSS                 | Gun dog   |                     |                     |
|      | Ej erkända av FCI                                                                                      |                             |        |                        |                         |                     |           |                     |                     |
|      | Boykin Spaniel (American Kennel Club, AKC)                                                             | USA                         |        |                        |                         | Sporting            | Gun dog   |                     |                     |
|      | Murray River Retriever (Australian National Kennel Council, ANKC)                                      | Australien                  |        |                        |                         |                     |           |                     | Gundogs             |
|      | Perro de agua del cantábrico (-)                                                                       | Spanien                     |        |                        |                         |                     |           |                     |                     |
|      | Polski spaniel mysliwski (Związek Kynologiczny w Polsce, ZKwP / Nordisk Kennel Union, NKU)             | Polen                       |        |                        |                         |                     |           |                     |                     |
|      | Russkaja ochotnitjija spaniel (Rysk jaktspaniel) (Rossijskaja Kinologitjeskaja Federatsija, RKF / NKU) | Ryssland                    |        |                        |                         |                     |           |                     |                     |
|      | Utdöda                                                                                                 |                             |        |                        |                         |                     |           |                     |                     |
|      | English Water Spaniel                                                                                  | Storbritannien              |        |                        |                         |                     |           |                     |                     |
|      | St. John's Dog                                                                                         | Kanada                      |        |                        |                         |                     |           |                     |                     |
|      | Tweed Water Spaniel                                                                                    | Storbritannien              |        |                        |                         |                     |           |                     |                     |

## Grupp 9:Sällskapshundar
28 FCI-erkända, 9 övriga
| Bild | Rasnamn                                                                                  | Ursprungsland (avelsansvar)           | Erkänd              | NKU (Norden) 1968-1994 | KC (UK)                 | AKC (USA)          | UKC (USA)           | CKC (Kanada)       | ANKC (Australien) |
| ---- | ---------------------------------------------------------------------------------------- | ------------------------------------- | ------------------- | ---------------------- | ----------------------- | ------------------ | ------------------- | ------------------ | ----------------- |
|      | Sektion 1: Bichon och närstående raser                                                   |                                       |                     |                        |                         |                    |                     |                    |                   |
|      | Bichon                                                                                   |                                       |                     |                        |                         |                    |                     |                    |                   |
|      | Bichon frisé                                                                             | Belgien Frankrike                     | 1959                | Dvärghundar            | Toy                     | Non-Sporting       | Companion           | Non-Sporting       | Toy               |
|      | Bichon havanais (Bichon Havanese)                                                        | Kuba ( FCI)                           | 1963                | Dvärghundar            | Toy                     | Toy                | Companion           | Toy                | Toy               |
|      | Bolognese                                                                                | Italien                               | 1956                | Dvärghundar            | Toy                     | Miscellaneous      | Companion           |                    | Toy               |
|      | Malteser                                                                                 | Centrala medelhavsregionen ( Italien) | 1955                | Dvärghundar            | Toy                     | Toy                | Companion           | Toy                | Toy               |
|      | Coton de tuléar                                                                          |                                       |                     |                        |                         |                    |                     |                    |                   |
|      | Coton de tuléar                                                                          | Madagaskar ( Frankrike)               | 1970                | Dvärghundar            | Toy                     | Non-Sporting       | Companion           | Toy                | Toy               |
|      | Löwchen                                                                                  |                                       |                     |                        |                         |                    |                     |                    |                   |
|      | Löwchen (Petit chien lion)                                                               | Frankrike                             | 1961                | Dvärghundar            | Toy                     | Non-Sporting       | Companion           | Non-Sporting       | Toy               |
|      | Sektion 2: Pudlar                                                                        |                                       |                     |                        |                         |                    |                     |                    |                   |
|      | Pudel, stor-, mellan-, dvärg- och toy-                                                   | Frankrike                             | 1955                | Sällskapshundar        | Utility (sällskapshund) | Non-Sporting / Toy | Gun dog / Companion | Non-Sporting / Toy | Non Sporting      |
|      | Sektion 3: Belgiska dvärghundar                                                          |                                       |                     |                        |                         |                    |                     |                    |                   |
|      | Griffon belge                                                                            | Belgien                               | 1954                | Dvärghundar            |                         |                    |                     |                    |                   |
|      | Griffon bruxellois                                                                       | Belgien                               | 1954                | Dvärghundar            | Toy                     | Toy                | Companion           | Toy                | Toy               |
|      | Petit brabancon                                                                          | Belgien                               | 1954                | Dvärghundar            |                         |                    |                     |                    | Toy               |
|      | Sektion 4: Nakenhundar                                                                   |                                       |                     |                        |                         |                    |                     |                    |                   |
|      | Chinese crested dog (Kinesisk nakenhund), hairless och powder puff                       | Kina ( Storbritannien)                | 1972                | Dvärghundar            | Toy                     | Toy                | Companion           | Toy                | Toy               |
|      | Sektion 5: Tibetanska raser                                                              |                                       |                     |                        |                         |                    |                     |                    |                   |
|      | Lhasa apso                                                                               | Tibet ( Storbritannien)               | 1960                | Dvärghundar            | Utility (sällskapshund) | Non-Sporting       | Companion           | Non-Sporting       | Non Sporting      |
|      | Shih tzu                                                                                 | Tibet ( Storbritannien)               | 1957                | Dvärghundar            | Utility (sällskapshund) | Toy                | Companion           | Non-Sporting       | Non Sporting      |
|      | Tibetansk spaniel (Jemtse apso)                                                          | Tibet ( Storbritannien)               | 1961                | Dvärghundar            | Utility (sällskapshund) | Non-Sporting       | Companion           | Non-Sporting       | Toy               |
|      | Tibetansk terrier (Dhokhi apso)                                                          | Tibet ( Storbritannien)               | 1957                | Sällskapshundar        | Utility (sällskapshund) | Non-Sporting       | Companion           | Non-Sporting       | Non Sporting      |
|      | Sektion 6: Chihuahuor                                                                    |                                       |                     |                        |                         |                    |                     |                    |                   |
|      | Chihuahua, kort- och långhårig                                                           | Mexiko                                | 1959                | Dvärghundar            | Toy                     | Toy                | Companion           | Toy                | Toy               |
|      | Sektion 7: Brittiska dvärgspaniel                                                        |                                       |                     |                        |                         |                    |                     |                    |                   |
|      | Cavalier king charles spaniel                                                            | Storbritannien                        | 1955                | Dvärghundar            | Toy                     | Toy                | Companion           | Toy                | Toy               |
|      | King charles spaniel                                                                     | Storbritannien                        | 1955                | Dvärghundar            | Toy                     | Toy                | Companion           | Toy                | Toy               |
|      | Sektion 8: Japanese chin och pekingese                                                   |                                       |                     |                        |                         |                    |                     |                    |                   |
|      | Japanese chin                                                                            | Japan                                 | 1957                | Dvärghundar            | Toy                     | Toy                | Companion           | Toy                | Toy               |
|      | Pekingese                                                                                | Kina ( Storbritannien)                | 1966                | Dvärghundar            | Toy                     | Toy                | Companion           | Toy                | Toy               |
|      | Sektion 9: Kontinentala dvärgspaniel med flera                                           |                                       |                     |                        |                         |                    |                     |                    |                   |
|      | Papillon                                                                                 | Belgien Frankrike                     | 1954                | Dvärghundar            | Toy                     | Toy                | Companion           | Toy                | Toy               |
|      | Phalène                                                                                  | Belgien Frankrike                     | 1954                | Dvärghundar            |                         |                    | Companion           |                    |                   |
|      | Prazský krysarík                                                                         | Tjeckien                              | 2019 (provisoriskt) |                        |                         |                    |                     |                    | Toy               |
|      | Russkiy toy (Moskvadvärgterrier)                                                         | Ryssland                              | 2017                |                        |                         | Toy                | Companion           |                    | Toy               |
|      | Sektion 10: Kromfohrländer                                                               |                                       |                     |                        |                         |                    |                     |                    |                   |
|      | Kromfohrländer                                                                           | Tyskland                              | 1955                | Sällskapshundar        |                         | FSS                | Companion           |                    |                   |
|      | Sektion 11: Dvärghundar av molossertyp                                                   |                                       |                     |                        |                         |                    |                     |                    |                   |
|      | Bostonterrier                                                                            | USA                                   | 1955                | Dvärghundar            | Utility (sällskapshund) | Non-Sporting       | Companion           | Non-Sporting       | Non Sporting      |
|      | Fransk bulldogg                                                                          | Frankrike                             | 1954                | Dvärghundar            | Utility (sällskapshund) | Non-Sporting       | Companion           | Non-Sporting       | Non Sporting      |
|      | Mops                                                                                     | Kina ( Storbritannien)                | 1966                | Dvärghundar            | Toy                     | Toy                | Companion           | Toy                | Toy               |
|      | Ej erkända av FCI                                                                        |                                       |                     |                        |                         |                    |                     |                    |                   |
|      | Český strakatý pes (Tjeckisk fläckig hund) (Českomoravská Kynologická Unie, CMKU)        | Tjeckien                              |                     |                        |                         |                    |                     |                    |                   |
|      | Kokoni (Kynologikos Omilos Ellados, KOE)                                                 | Grekland                              |                     |                        |                         |                    |                     |                    |                   |
|      | Markiesje (Raad van Beheer op Kynologisch Gebied in Nederland, RKN)                      | Nederländerna                         |                     |                        |                         |                    |                     |                    |                   |
|      | Mi-Ki (United Kennel Club, UKC)                                                          | USA                                   |                     |                        |                         |                    | Companion           |                    |                   |
|      | Multi-Colored Poodle (Chien pluricolore à poil frisé, UKC)                               | USA                                   |                     |                        |                         |                    | Gun dog / Companion |                    |                   |
|      | Odis (Kynologytjeskyj Sojuz Ukrayni, KSU / CMKU)                                         | Ukraina                               |                     |                        |                         |                    |                     |                    |                   |
|      | Russkaja salonnaja sobaka (Rossijskaja Kinologitjeskaja Federatsija, RKF)                | Ryssland                              |                     |                        |                         |                    |                     |                    |                   |
|      | Russkaja tsvetnaja bolonka (RKF / American Kennel Club, AKC / Nordisk Kennel Union, NKU) | Ryssland                              |                     |                        |                         | Miscellaneous      | BLS                 |                    |                   |
|      | Sapsali (Korean Kennel Federation, KKF)                                                  | Sydkorea                              |                     |                        |                         |                    |                     |                    |                   |

## Grupp 10:Vinthundar
14 FCI-erkända, 11 övriga
| Bild | Rasnamn                                                                                   | Ursprungsland (avelsansvar)   | Erkänd              | NKU (Norden) 1968-1994 | KC (UK) | AKC (USA) | UKC (USA)           | CKC (Kanada) | ANKC (Australien) |
| ---- | ----------------------------------------------------------------------------------------- | ----------------------------- | ------------------- | ---------------------- | ------- | --------- | ------------------- | ------------ | ----------------- |
|      | Sektion 1: Långhåriga vinthundar och vinthundar med pälsbehäng                            |                               |                     |                        |         |           |                     |              |                   |
|      | Afghanhund                                                                                | Afghanistan ( Storbritannien) | 1961                | Vinthundar             | Hounds  | Hounds    | Sighthound & Pariah | Hounds       | Hounds            |
|      | Borzoi (Rysk vinthund)                                                                    | Ryssland                      | 1956                | Vinthundar             | Hounds  | Hounds    | Sighthound & Pariah | Hounds       | Hounds            |
|      | Kazakh tazy                                                                               | Kazakstan                     | 2024 (provisoriskt) |                        |         |           |                     |              |                   |
|      | Saluki                                                                                    | Mellanöstern ( FCI)           | 1966                | Vinthundar             | Hounds  | Hounds    | Sighthound & Pariah | Hounds       | Hounds            |
|      | Sektion 2: Strävhåriga vinthundar                                                         |                               |                     |                        |         |           |                     |              |                   |
|      | Irländsk varghund                                                                         | Irland                        | 1955                | Vinthundar             | Hounds  | Hounds    | Sighthound & Pariah | Hounds       |                   |
|      | Skotsk hjorthund                                                                          | Storbritannien                | 1955                | Vinthundar             | Hounds  | Hounds    | Sighthound & Pariah | Hounds       |                   |
|      | Sektion 3: Släthåriga vinthundar                                                          |                               |                     |                        |         |           |                     |              |                   |
|      | Azawakh                                                                                   | Mali ( Frankrike)             | 1980                | Vinthundar             | Hounds  | Hounds    | Sighthound & Pariah |              | Hounds            |
|      | Chart polski                                                                              | Polen                         | 2001                |                        |         |           | Sighthound & Pariah |              |                   |
|      | Galgo español                                                                             | Spanien                       | 1971                |                        |         |           | Sighthound & Pariah |              |                   |
|      | Greyhound                                                                                 | Storbritannien                | 1955                | Vinthundar             | Hounds  | Hounds    | Sighthound & Pariah | Hounds       | Hounds            |
|      | Italiensk vinthund                                                                        | Italien                       | 1956                | Vinthundar             | Toy     | Toy       | Companion           | Toy          | Toy               |
|      | Magyar agár (Ungersk vinthund)                                                            | Ungern                        | 1963                |                        |         |           | Sighthound & Pariah |              |                   |
|      | Sloughi                                                                                   | Marocko                       | 1934                |                        | Hounds  | Hounds    | Sighthound & Pariah |              | Hounds            |
|      | Whippet                                                                                   | Storbritannien                | 1955                | Vinthundar             | Hounds  | Hounds    | Sighthound & Pariah | Hounds       | Hounds            |
|      | Ej erkända av FCI                                                                         |                               |                     |                        |         |           |                     |              |                   |
|      | Afganskaja aborigennaja borzaja (Bakhmull, Rossijskaja Kinologitjeskaja Federatsija, RKF) | Afghanistan ( Ryssland)       |                     |                        |         |           |                     |              |                   |
|      | Caravan Hound (Mudhol, Pashmi - Kennel Club of India, KCI)                                | Indien                        |                     |                        |         |           |                     |              |                   |
|      | Chippiparai (KCI)                                                                         | Indien                        |                     |                        |         |           |                     |              |                   |
|      | Chortaj (RKF)                                                                             | Ryssland                      |                     |                        |         |           |                     |              |                   |
|      | Galgo barbucho patagónico (Federación Cinológica Argentina, FCA)                          | Argentina                     |                     |                        |         |           |                     |              |                   |
|      | Rajapalayam (KCI)                                                                         | Indien                        |                     |                        |         |           |                     |              |                   |
|      | Rampur Hound (KCI)                                                                        | Indien                        |                     |                        |         |           |                     |              |                   |
|      | Silken Windhound (United Kennel Club, UKC / Verband für das Deutsche Hundewesen, VDH)     | USA                           |                     |                        |         |           | Sighthound & Pariah |              |                   |
|      | Silken Windsprite (VDH)                                                                   | USA ( Tyskland)               |                     |                        |         |           |                     |              |                   |
|      | Taigan (VDH)                                                                              | Kirgizistan ( Tyskland)       |                     |                        |         |           |                     |              |                   |
|      | Xiǎn (Xigou, Xiquan, China Kennel Union, CKU)                                             | Kina                          |                     |                        |         |           |                     |              |                   |

## Övriga kategorier
- Bandhundar
- Bastardhundar
- Blandrashundar
- Familjehundar
- Gatuhundar
- Hittehundar
- Tamhundar
- Varghundar
- Vildhundar